# العملة اليابانية

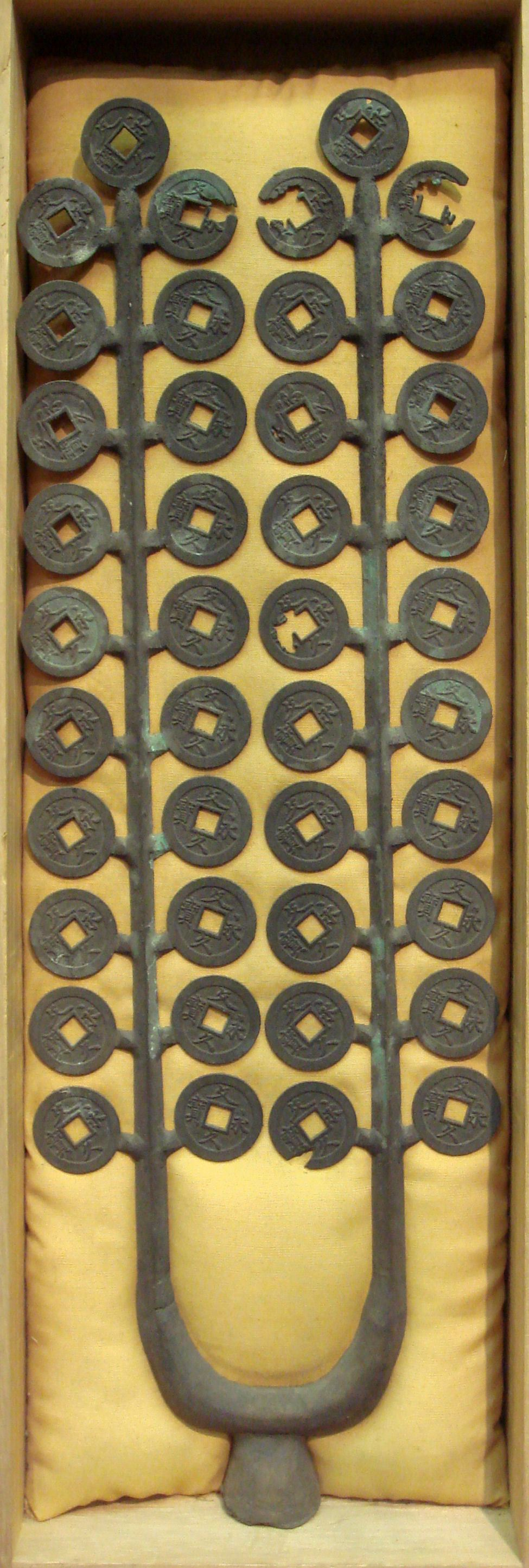
فترة كاي ادسن ("فرع النقود")، النتيجة الأولى التي خرجت من المسبك. يتم بعد ذلك ثقب العملات المعدنية وتقديمها.

يوجد لدى العملة اليابانية تاريخ يغطي الفترة من القرن الثامن الميلادي وحتى الوقت الحاضر. فبعد الاستخدام التقليدي للمقايضة باللأرز كوسيلة بديلة للعملة، اعتمدت اليابان أنظمة وتصاميم العملة من الصين قبل تطوير نظام منفصل خاص بها.

## التاريخ

### أموال السلع

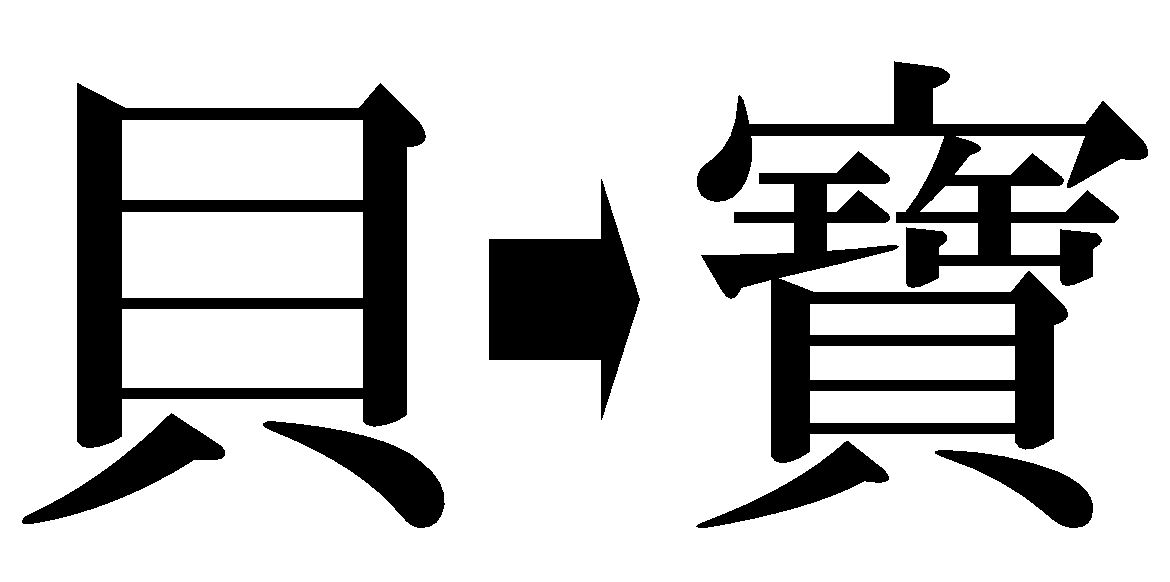
تم دمج رمز الصدفة في الحرف القديم لكلمة "عملة معدنية"/"كنز" هو في اللغة اليابانية (على اليمين).

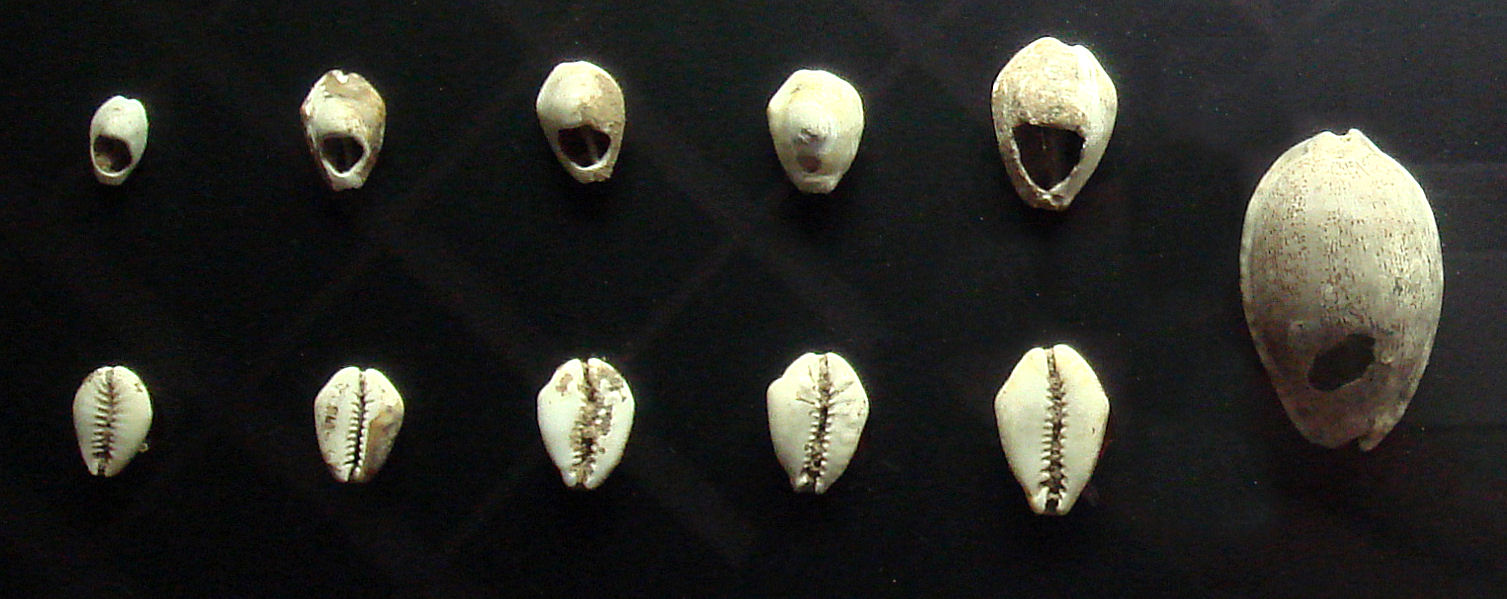
عملة صينية مصنوعة من الصدف ، تعود إلى القرنين السادس عشر والثامن قبل الميلاد.

استخدمت اليابان أموال السلع للتجارة قبل القرنين السابع والثامن الميلاديين. وتتكون هذه المادة عمومًا من مواد مضغوطة وسهلة النقل كما تتمتع بقيمة معترف بها على نطاق واسع. يعتبر المال السلعي تحسنًا كبيرًا مقارنة بالمقايضة البسيطة حيث كان ببساطة بتبادل السلع مقابل سلع أخرى. ومن أجل الحصول على نتيجة مثالية كان لابد أن تكون الأموال السلعية مقبولة على نطاق واسع وسهلة النقل والتخزين وسهلة الجمع والتقسيم من أجل التوافق مع القيم المختلفة. كانت العناصر الرئيسية للسلع النقدية في اليابان هي رؤوس الأسهم وحبوب الأرز ومسحوق الذهب.
وهذا يتناقض إلى حد ما مع دول مثل الصين حيث كانت إحدى أهم عناصر النقود السلعية التي تأتي من البحار الجنوبية: الأصداف. ومنذ ذلك الحين أصبحت القوقعة رمزًا للمال في العديد من الرموز الصينية واليابانية.

### العملات المبكرة

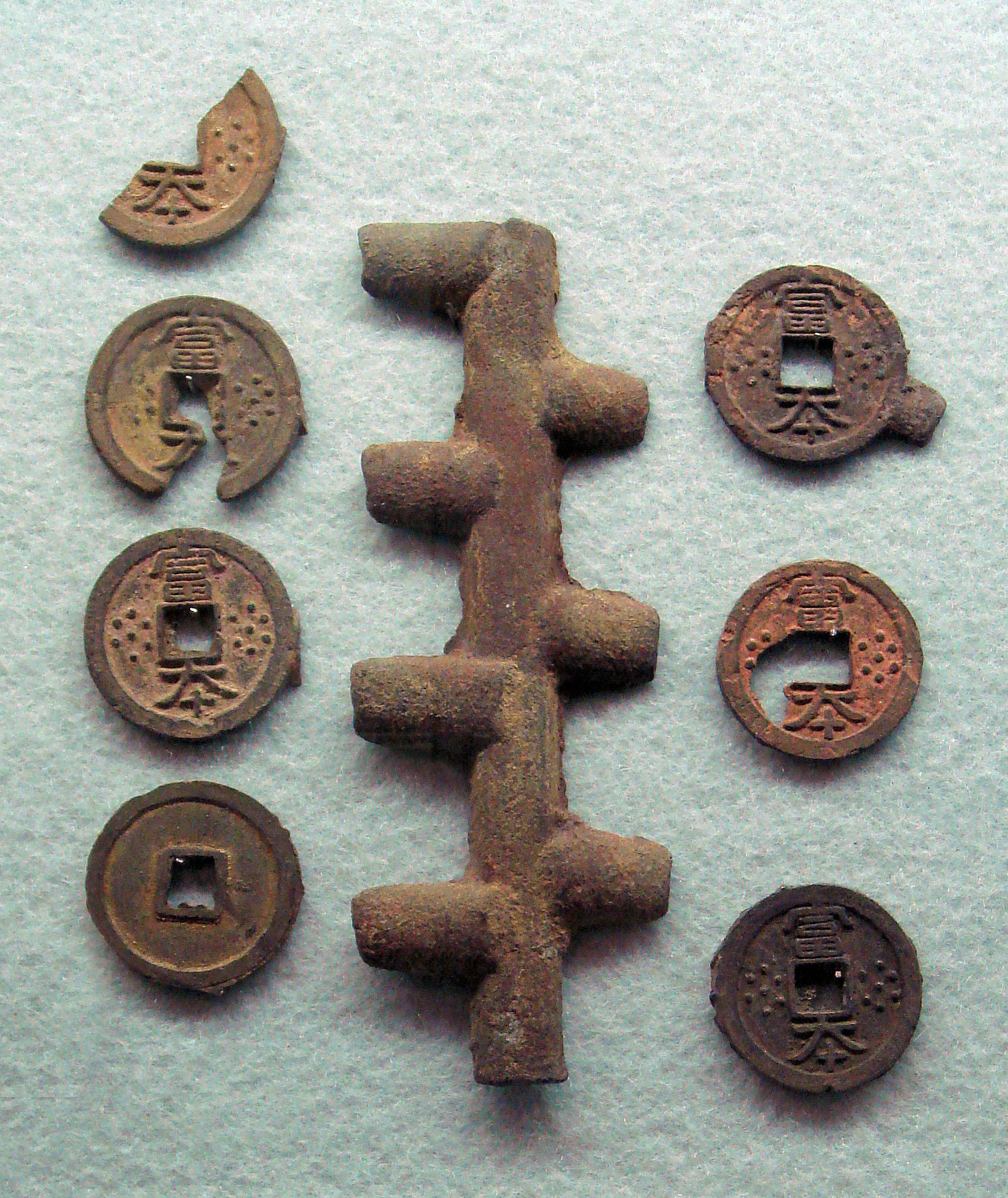
فوهونسن (富本銭) الموجود في أسوكايكي (飛鳥池) من نهاية القرن السابع، مصنوع من النحاس والأنتيمون. وهي أمثلة على سك العملات اليابانية المبكرة وهي محفوظة حاليًا في متحف العملة اليابانية.

كانت عملات بان ليانغ وو تشو الصينية من أقدم العملات المعدنية التي وصلت إلى اليابان -بالإضافة إلى العملات المعدنية التي أنتجها وانج مانج خلال القرون الأولى من الألفية الأولى الميلادية- وقد نقب عن هذه العملات المعدنية في جميع أنحاء اليابان ولكن نظرًا لأن اقتصاد اليابان لم يكن متطورًا بدرجة كافية في ذلك الوقت فقد كان من المرجح استخدام هذه العملات المعدنية كأشياء ثمينة بدلاً من كونها وسيلة للتبادل حيث كان الأرز والقماش بمثابة العملات الرئيسية المستخدمة لليابان في ذلك الوقت.
كانت أولى العملات المعدنية المنتجة في اليابان تسمى مومونجينسن (無文銀銭 أو "عملات فضية بدون نقش") وسبائك النحاس فوهونسن (富本銭 وهي عملات مصنوعة من سبيكة من النحاس والرصاص والقصدير) والتي أصدرت جميعها في أواخر القرن السابع. استندت هذه العملات (إلى جانب إصلاحات أخرى) على النظام الصيني، أي أنها استندت إلى وحدات القياس الصينية. في العصر الحديث غالبًا ما يُفسر استخدام فوهونسن على أنه تعويذات وليس عملة، ولكن اكتُشف مؤخرًا أن هذه العملات النحاسية كانت في الواقع أول عملة حكومية في اليابان.

### نظام العملة الكوتشوسين (القرنين الثامن والعاشر)

#### السفارة إلى بلاط تانغ (630 م)
كان أول نظام عملة رسمي في اليابان هو نظام كوتشوسين (باليابانية: 皇朝銭، "العملة الإمبراطورية"). وقد تجسد ذلك في اعتماد أول نوع رسمي من العملات المعدنية في اليابان وهو وادوكيكشن . سكت لأول مرة في عام 708 م بناءً على أوامر الإمبراطورة جينمي الحاكم الإمبراطوري الثالث والأربعين لليابان. "وادوكيكشن" هو قراءة الأحرف الأربعة المطبوعة على العملة المعدنية، ويُعتقد أنها تتكون من اسم العصر وادو (和銅 "النحاس الياباني") والذي قد يعني بدلاً من ذلك "السعادة" و"كايشن"والذي يُعتقد أنه مرتبط بـ"العملة".

استوحيت هذه العملة من عملة تانغ (唐銭) المسماة كايجن تسوهو (بالصينية: 開元通宝 كاي يوان تونغ باو ) والتي تم سكها لأول مرة في تشانغآن في عام 621 م. وكان لدى وادوكايشن نفس مواصفات العملة الصينية بقطر 2.4 سم ووزنه 3.75 جرام.

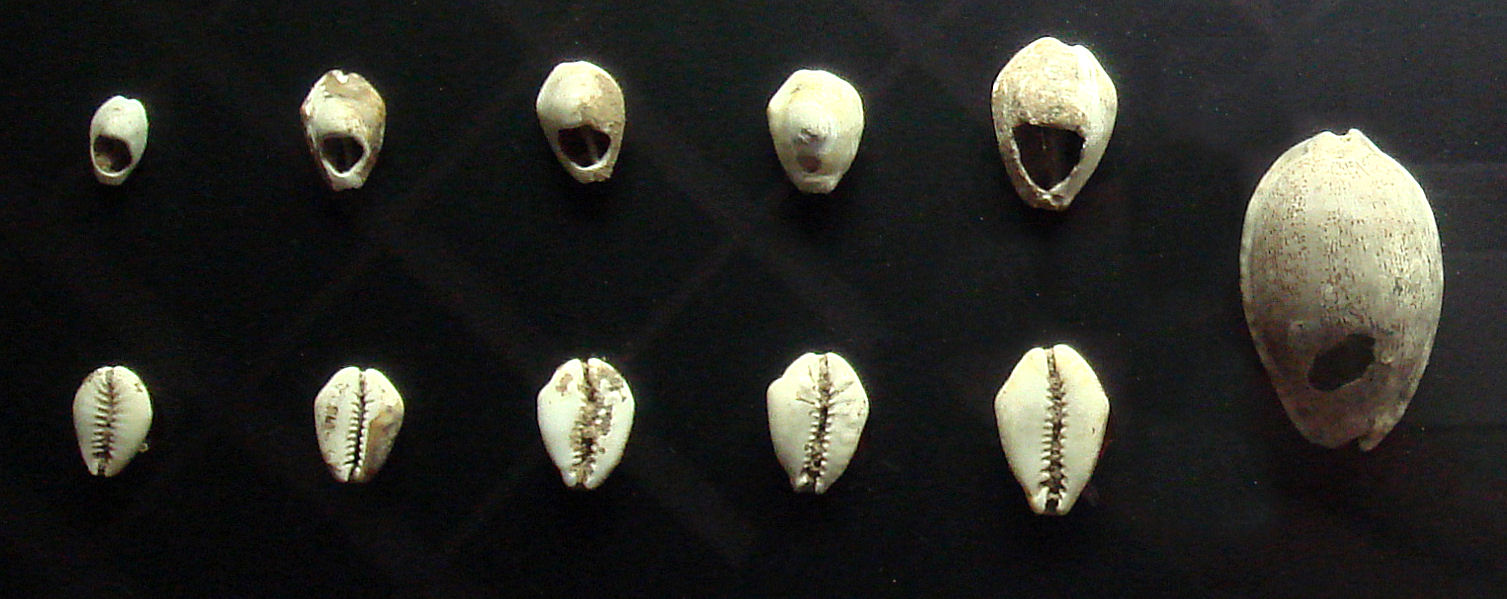
كانت العملة الصينية المصنوعة من الأصداف مقبولة على نطاق واسع وسهلة الحمل وسهلة العد.
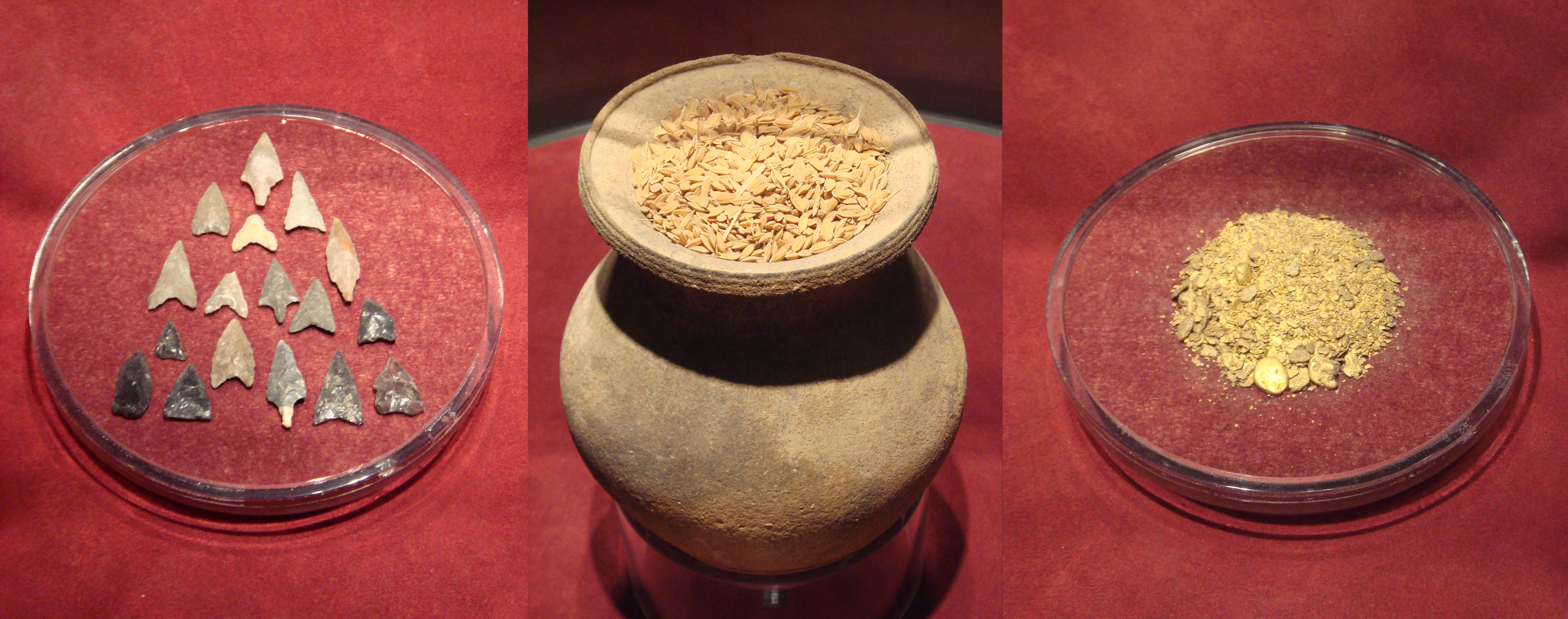
عملات السلع اليابانية قبل القرن الثامن بما في ذلك رؤوس الأسهم وحبوب الأرز ومسحوق الذهب. وهي الآن في متحف العملات اليابانية.
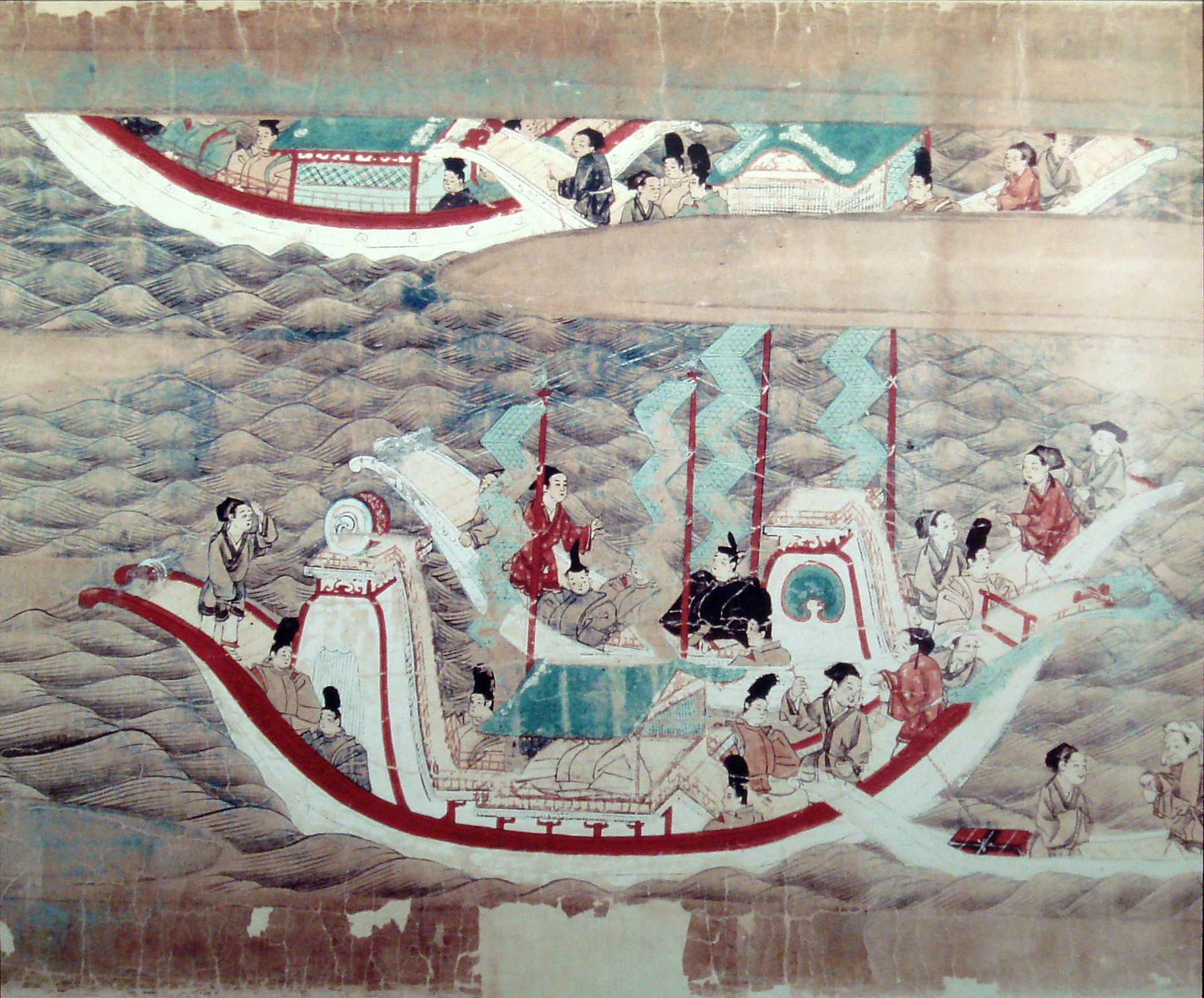
السفارة اليابانية في بلاط تانغ.
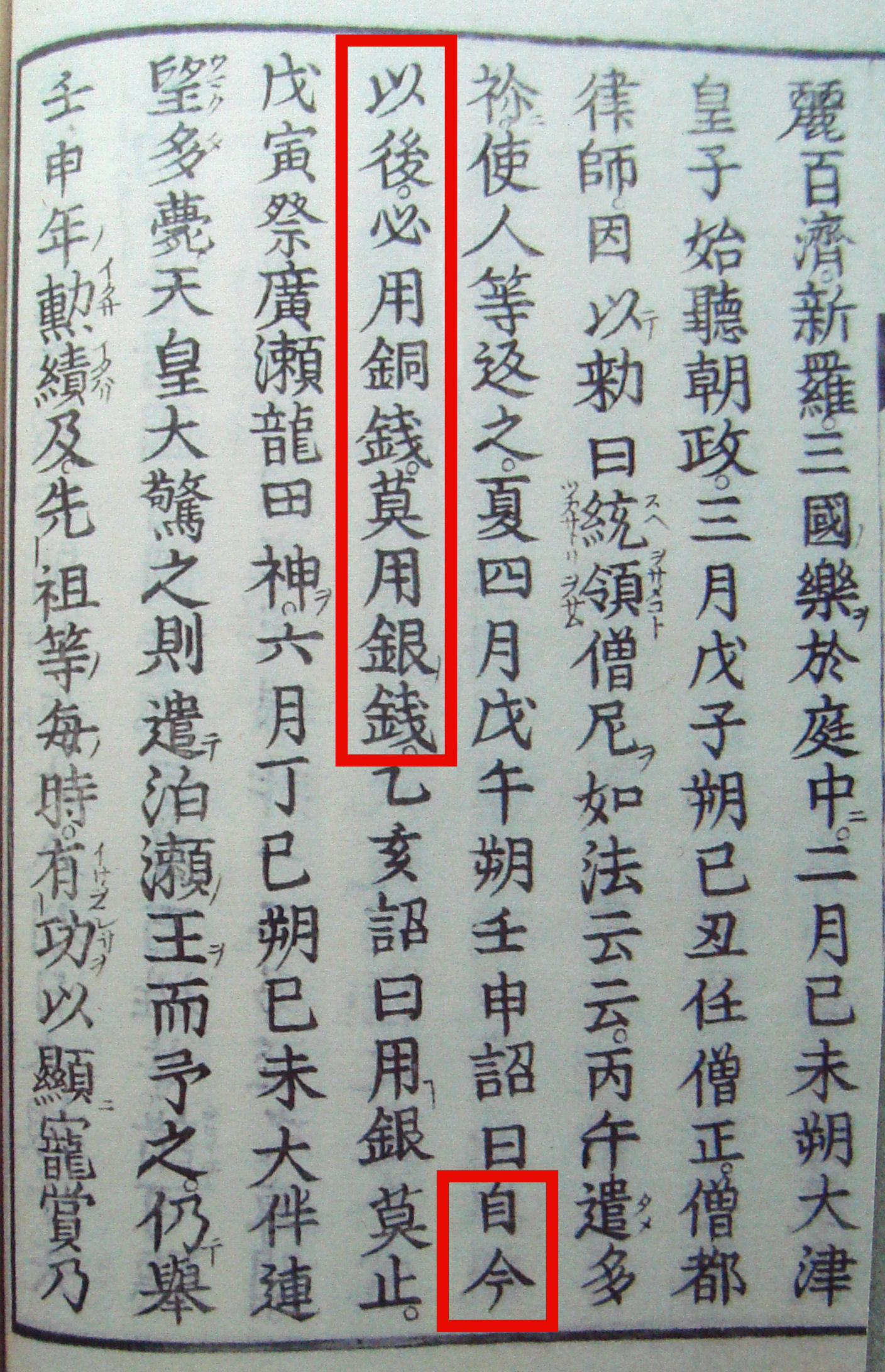
ينص مدخل نيهون شوكي بتاريخ 15 أبريل 683 (السنة الثانية عشرة من تينمو) على استخدام العملات النحاسية.
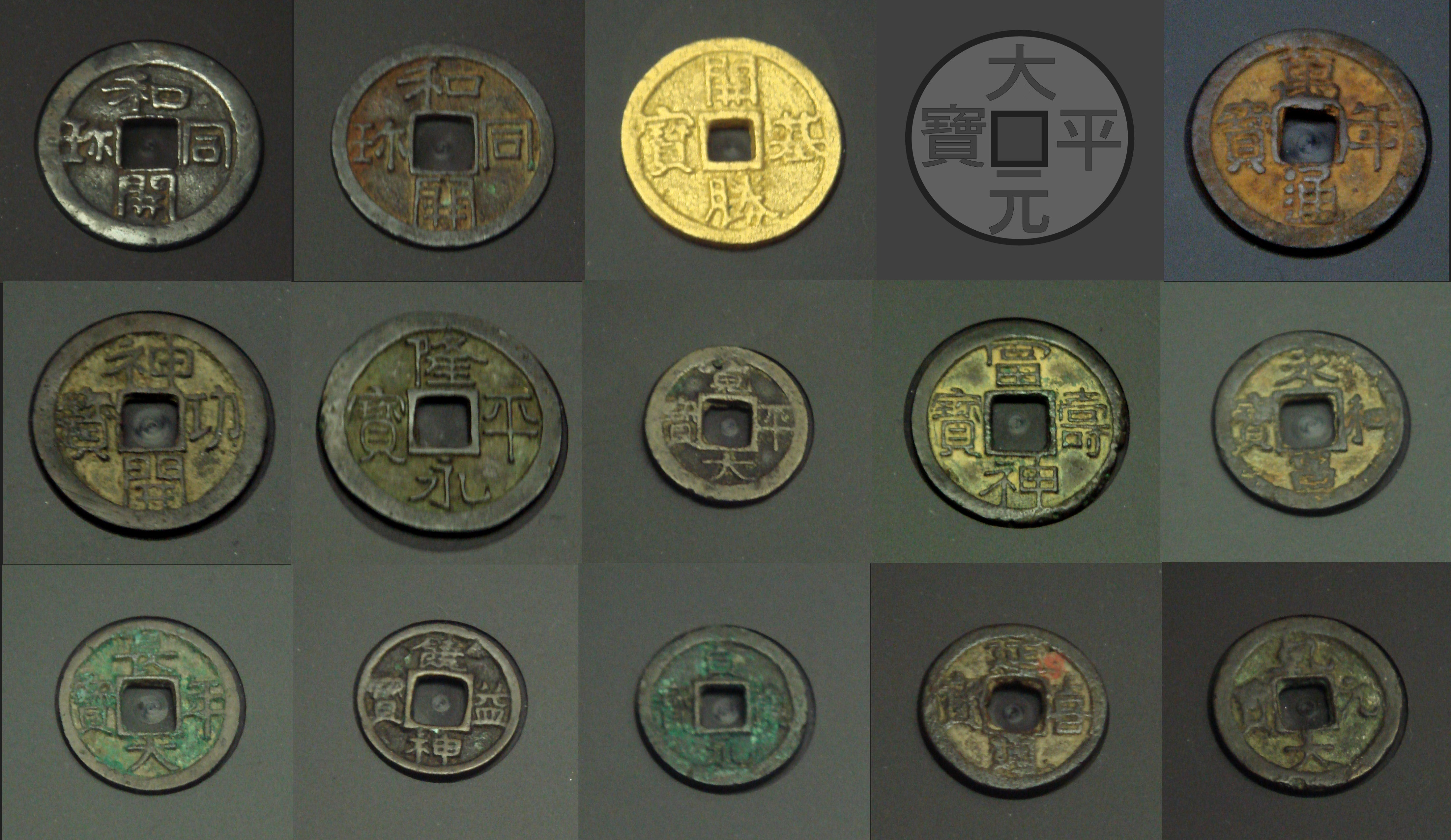
أنواع العملات المعدنية المعروفة في اليابان من عام 708 إلى عام 958، مرتبة زمنياً.

أصبحت اتصالات اليابان مع البر الرئيسي للصيني مكثفة خلال فترة تانغ مع حدوث العديد من التبادلات والواردات الثقافية. ويُذكر أن أول سفارة يابانية إلى الصين أُرسلت في عام 630. ظهرت أهمية العملة المعدنية لدى النبلاء اليابانيين مما أدى على الأرجح إلى سك بعض العملات المعدنية في نهاية القرن السابع، مثل عملة فوهونسين (富本銭) التي تم اكتشافها في عام 1998 من خلال البحث الأثري في محافظة نارا. يذكر مدخل في كتاب نيهون شوكي بتاريخ 15 أبريل 683: "من الآن فصاعدًا يجب استخدام العملات النحاسية ولكن لا ينبغي استخدام العملات الفضية"ويُعتقد أن هذا هو ما أمر باعتماد عملات فوهونسين النحاسية. سُكّت أول عملة رسمية في عام 708.

#### إصلاح العملة (760)
سرعان ما أصبحت عملة وادوكايشن منحطّة حيث أصدرت الحكومة بسرعة عملات معدنية تحتوي على نسبة معدنية أقل تدريجيًا وازدهرت التقليدات المحلية. وفي عام 760 وضعت إصلاحات حيث إصدرت عملة نحاسية جديدة تسمى مانين تسوهو [万年通宝] (萬年通寳) كانت قيمتها 10 أضعاف قيمة وادوكايتشين السابقة، مع عملة فضية جديدة تسمى تايهاي جينبو (大平元寶) بقيمة 10 عملات نحاسية، بالإضافة إلى عملة ذهبية جديدة تسمى كيكيشوهو (開基勝寶) بقيمة 10 عملات فضية. 

ومع ذلك سرعان ما قامو بالتخلي عن سك العملات الفضية، ولكن سك العملات النحاسية استمر طوال فترة نارا. ومن المعروف وجود مجموعة متنوعة من أنواع العملات المعدنية حيث يبلغ مجموعها 12 نوعًا بما في ذلك نوع واحد من العملات المعدنية الذهبية.

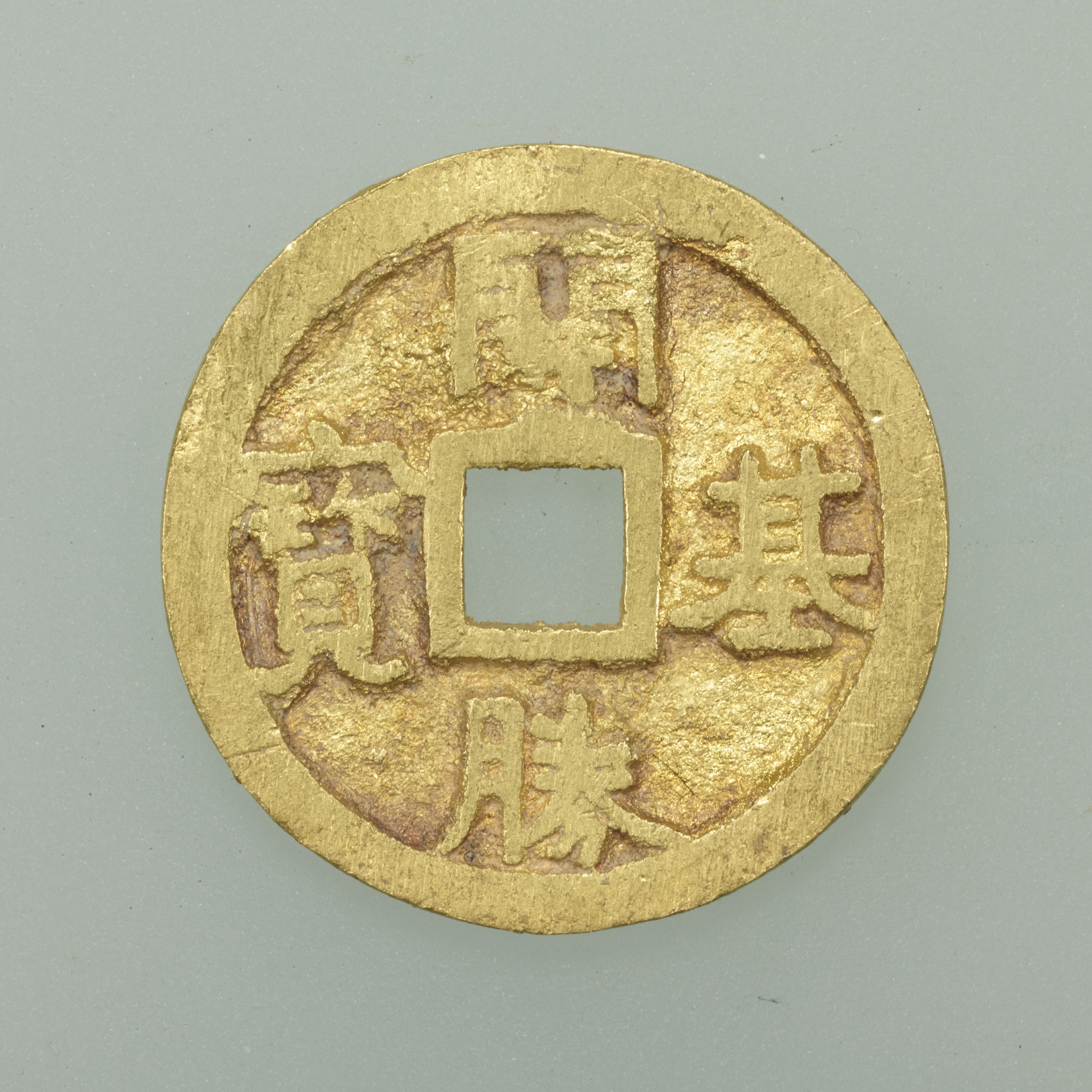
عملة ذهبية يابانية كايكي شوهو (開基勝寶) من عام 760.
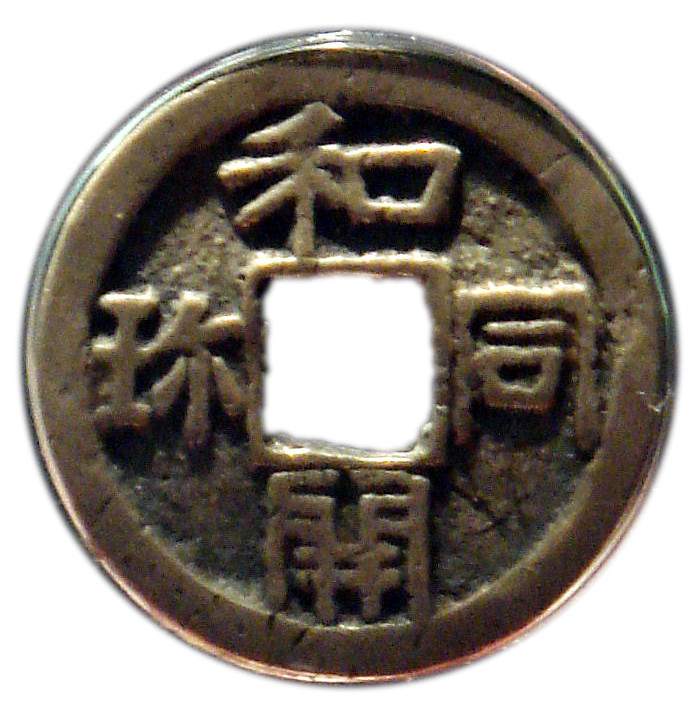
عملة فضية وادو كايتشين (和同開珎) من اليابان في القرن الثامن.

#### الإصدارات الأخيرة (958)
نظام سك العملات الياباني كوتشوسن أصبح منحطًا إلى حد كبير مع انخفاض محتواه المعدني وقيمته. وانخفضت قيمة العملة المعدنية المصنوعة من الأرز بحلول منتصف القرن التاسع إلى 1/150 من قيمتها في أوائل القرن الثامن.
ومع تفاقم الضعف في النظام السياسي أدى هذا إلى التخلي عن العملة الوطنية والعودة إلى الأرز كوسيلة للعملة بحلول نهاية القرن العاشر. وقد كان آخر إصدار رسمي للعملات المعدنية اليابانية في عام 958 وكانت العملات المعدنية ذات الجودة المنخفضة جدًا تسمى كينجن تايهو [乾元大宝] (乹元大寶) والتي سرعان ما أصبحت مهملة.
وتشمل آخر عملات كوتشوسين التي تم إنتاجها بعد وادوكايتشين ما يلي:
| النقش        | الكتابة بالكيوجيتاي | الكتابة بالشينجيتاي | تاريخ الإخال(تقويم يولياني) | الصورة |
| ------------ | ------------------- | ------------------- | --------------------------- | ------ |
| وادو كايتشين | 和同開珎            | 和同開珎            | 708                         |        |
| مانين تسوهو  | 萬年通寳            | 万年通宝            | 760                         |        |
| جينغو كايهو  | 神功開寳            | 神功開宝            | 765                         |        |
| ريوهاي ايهو  | 隆平永寳            | 隆平永宝            | 796                         |        |
| فوجو شينبو   | 富壽神寳            | 富寿神宝            | 818                         |        |
| جووا شوهو    | 承和昌寳            | 承和昌宝            | 835                         |        |
| تشونين تايهو | 長年大寳            | 長年大宝            | 848                         |        |
| جويكي شينبو  | 饒益神寳            | 饒益神宝            | 859                         |        |
| جوغان ايهو   | 貞觀永寳            | 貞観永宝            | 870                         |        |
| كانبيو تايهو | 寛平大寳            | 寛平大宝            | 890                         |        |
| إنجي تسوهو   | 延喜通寳            | 延喜通宝            | 907                         |        |
| كينجن تايهو  | 乹元大寳            | 乾元大宝            | 958                         |        |

### العملات الصينية (القرنين الثاني عشر والسابع عشر)

#### استيراد العملات الصينية
أدى توسع التجارة والمقايضة مرة أخرى إلى تسليط الضوء على الحاجة إلى وجود عملة وذلك ابتداءً من القرن الثاني عشر. كما أصبحت العملات الصينية بمثابة العملة القياسية لليابان لفترة امتدت من القرن الثاني عشر إلى القرن السابع عشر. وقاموا بالحصول على العملات المعدنية من الصين عن طريق التجارة أو من خلال قرصنة "واكو". كما استوردت العملات المعدنية من أنام (فيتنام الحديثة) وكوريا.
هناك أدلة تشير إلى أن أسرة يوان كانت تصدر على نطاق واسع العملات النقدية الصينية إلى اليابان للتداول المحلي. حطام سفينة سينان وهي سفينة من نينغبو إلى هاكاتا غرقت قبالة الساحل الكوري في عام 1323 وتحمل حوالي 8000 سلسلة من العملات النقدية والتي تزن حوالي 26775 دولارًا. كجم.

#### تقليد العملات الصينية
نظرًا لعدم وجود عدد كافٍ من العملات الصينية مع توسع التجارة والاقتصاد لذا صُنع تقليد ياباني محلي للعملات الصينية منذ القرن الرابع عشر وخاصة تقليد عملات مينغ، مع أسماء منقوشة مطابقة لتلك الموجودة على العملات الصينية المعاصرة. كانت قيمة هذه العملات منخفضة للغاية مقارنة بالعملات الصينية، وكان لا بد من استبدال العديد منها مقابل عملة صينية واحدة فقط. استمر هذا الوضع حتى بداية فترة إيدو عندما وضع نظام جديد.

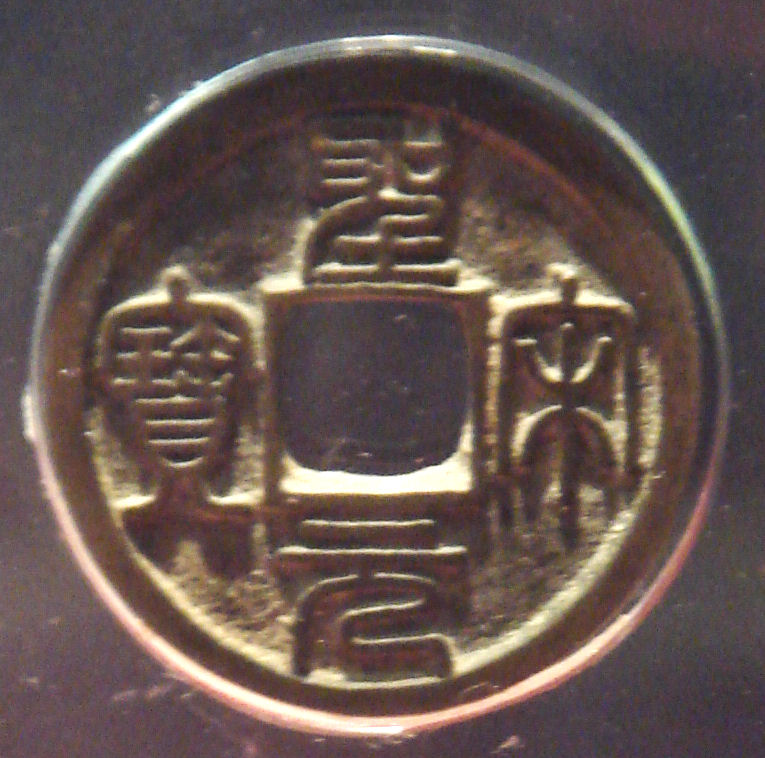
عملة سونغ الشمالية الصينية شينجسونج يوانبيو (聖宋元寶).
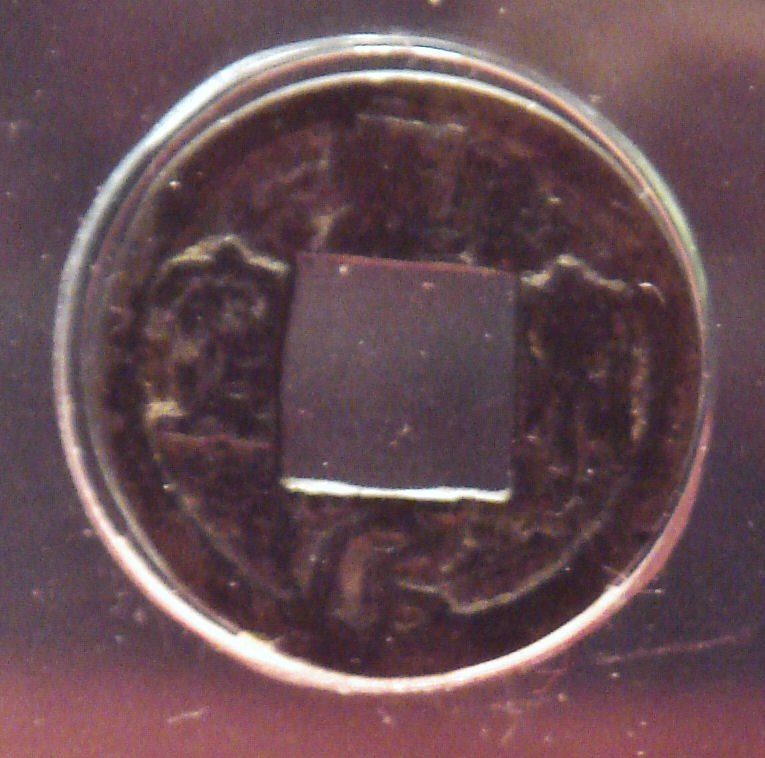
سيسو جينبو (聖宋元宝) تقليد ياباني لنوع الأغنية القرنين الرابع عشر والسابع عشر.
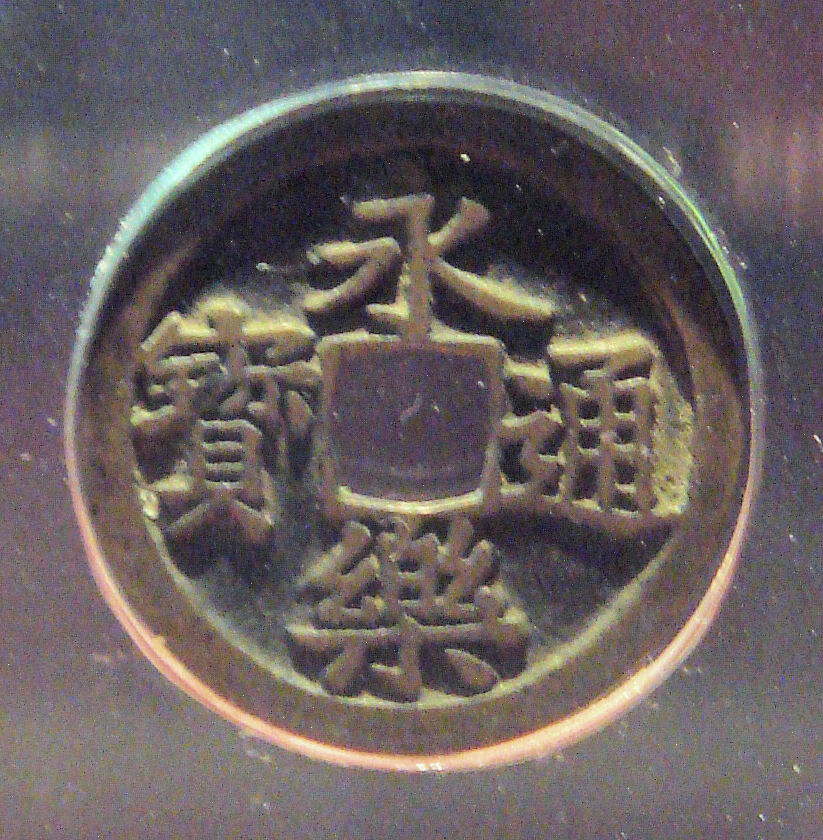
عملة مينغ الصينية يانجلي تونغباو (永樂通寳) تستخدم كعملة في اليابان.
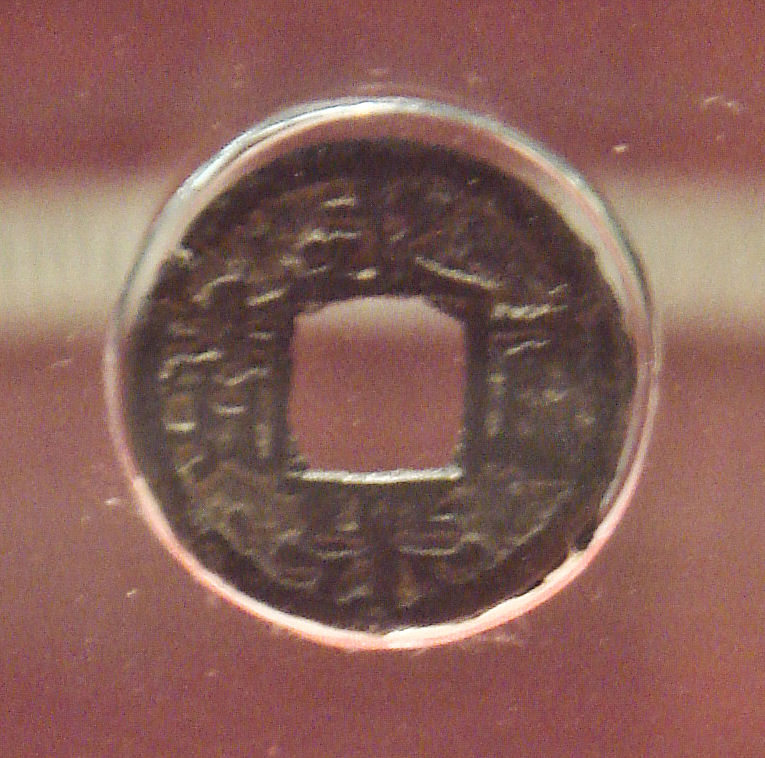
إيراكو تسوهو (永楽通宝) تقليد ياباني لنوع مينغ القرنين الرابع عشر والسابع عشر.
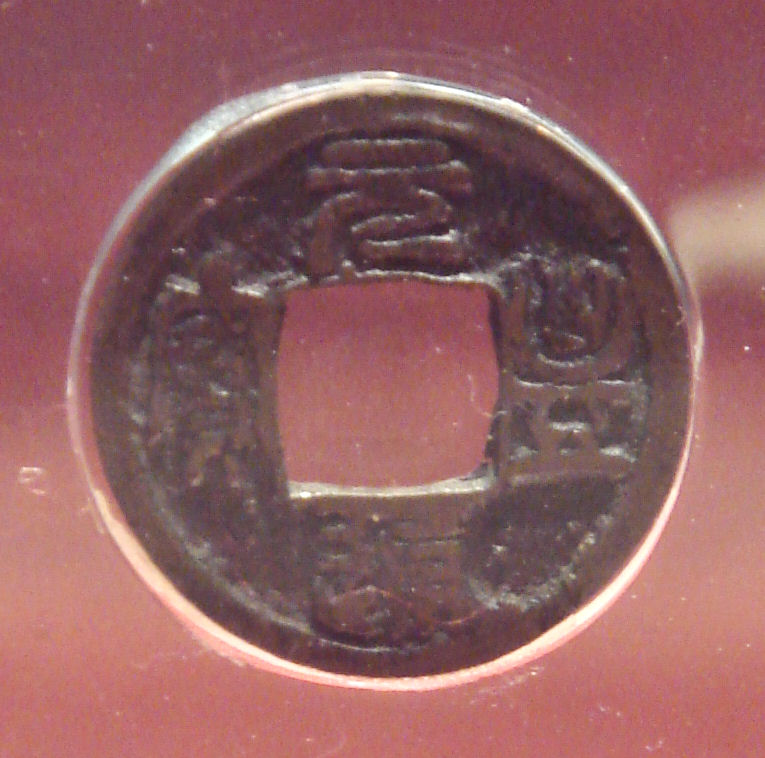
جينبو تسوهو (元豊通宝) تقليد ياباني القرنين الرابع عشر والسابع عشر.

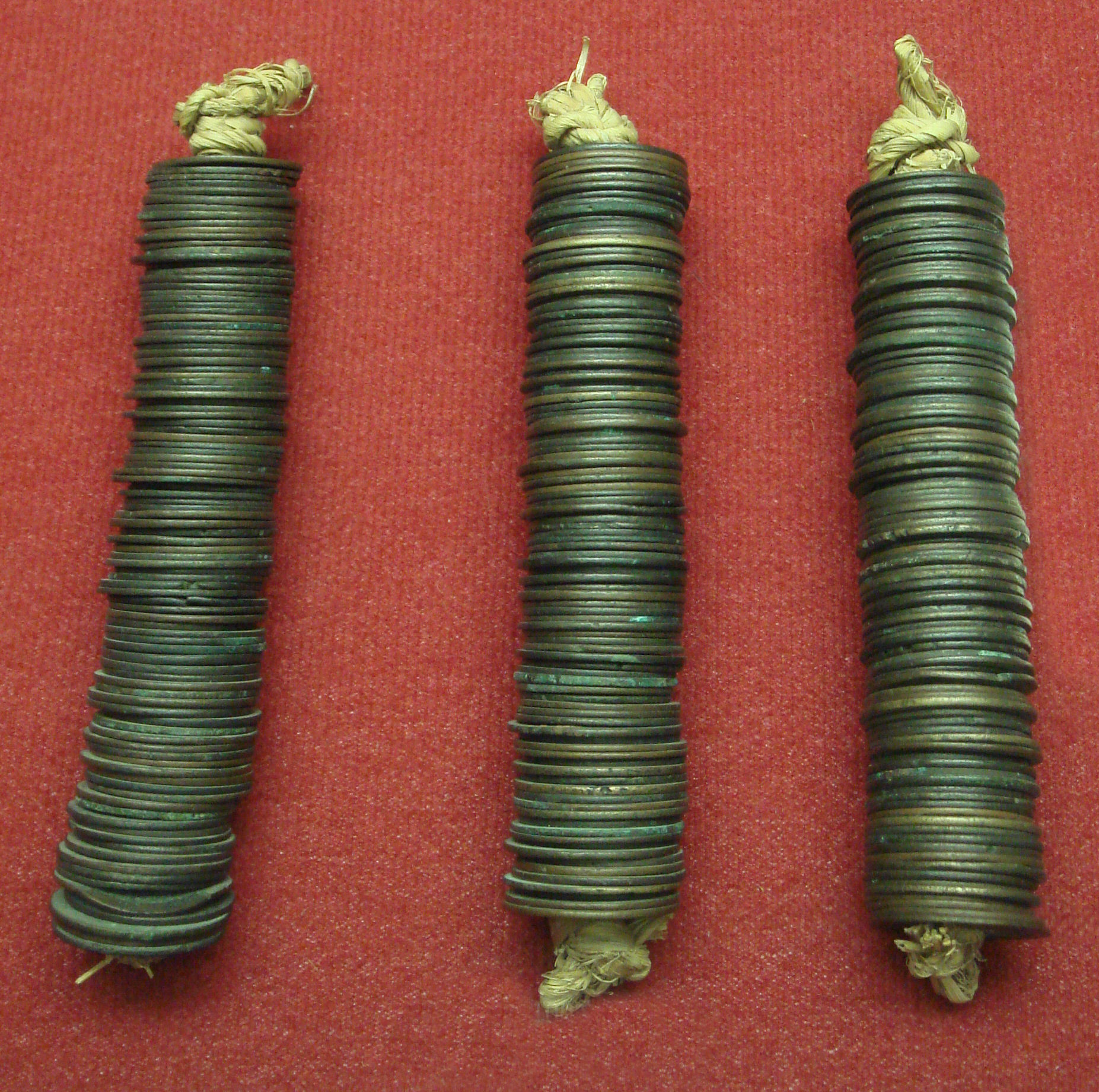
مجموعة من 100 عملة نحاسية من فئة " مون "وكانت العملة الرسمية لليابان في فترة موروماتشي من عام 1336 حتى عام 1870.

#### التجارب المحلية (القرن السادس عشر)
أدى نمو الاقتصاد والتجارة إلى أن العملة النحاسية الصغيرة أصبحت غير كافية لتغطية المبالغ التي يقومون بتبادلها. خلال فترة سينجوكو بدأت تظهر خصائص نظام فترة إيدو المستقبلي. قام اللوردات المحليون بتطوير التجارة وإلغاء النقابات الاحتكارية مما أدى إلى الحاجة إلى عملات ذات فئات كبيرة. بدأت التجارب المحلية مع سك العملات المحلية وأحيانًا من الذهب منذ القرن السادس عشر. على وجه الخصوص قامت عشيرة تاكيدا من كوشو بسك عملات ذهبية تم تبنيها لاحقًا من قبل شوغونية توكوغاوا.
قام هيديوشي بتوحيد اليابان وبمركزية معظم سك العملات الفضية والذهبية ذات الفئات الكبيرة ووضع الأساس لنظام عملة موحد. كما طور هيديوشي لوحة أوبان الكبيرة والتي تسمى أيضًا تينشو أوبان (天正大判) في عام 1588وهي سلف عملة توكوغاوا الذهبية.

كانت الممارسة الشائعة في تلك الفترة هي صهر الذهب في قوالب نحاسية للراحة وهي ممارسة مستمدة من طريقة تصنيع السيسي. حيث كانت تسمى هذه بوندوكين (分銅金) وهناك نوعان منها كوبوندو الصغير (小分銅) والكبير أوبوندو (大分銅). كوبوندو يمثل حوالي 373 غرام من الذهب.

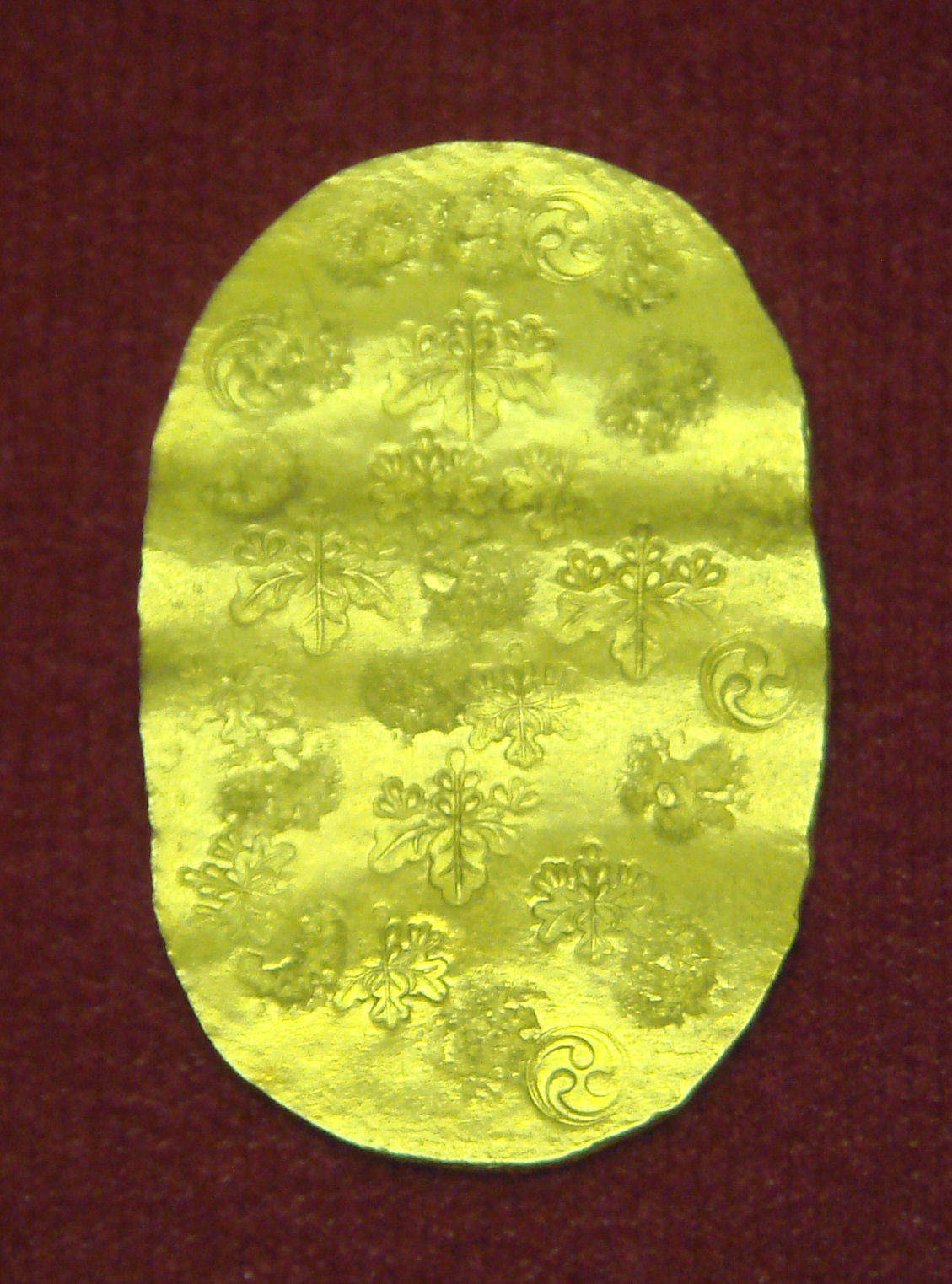
كيريتوموبان (桐巴判) القرن السادس عشر.
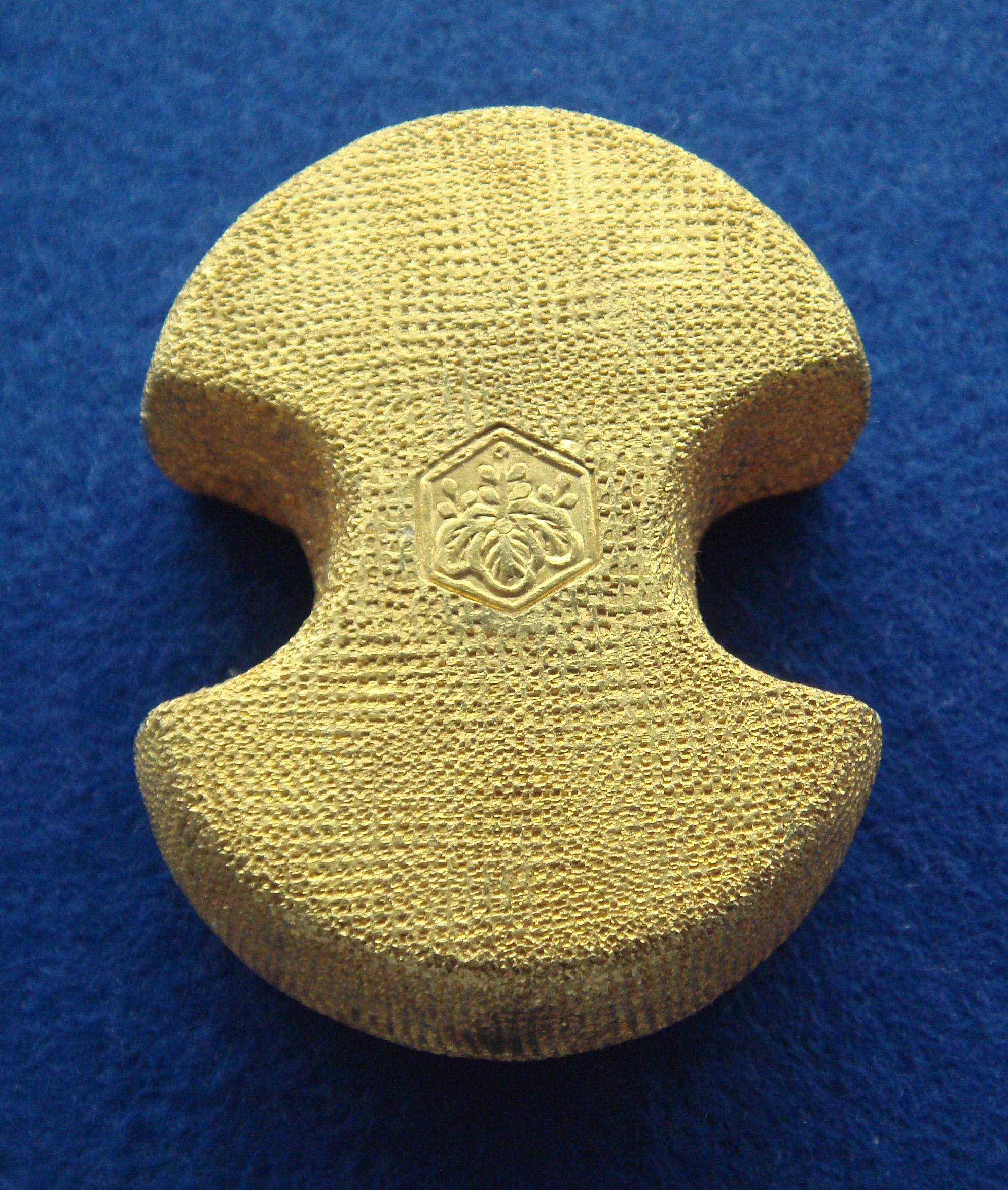
كوبوندو " بولونيا مقياس السلحفاة" علامة كينكوكيري (亀甲桐)، شعار نونوم (布目).
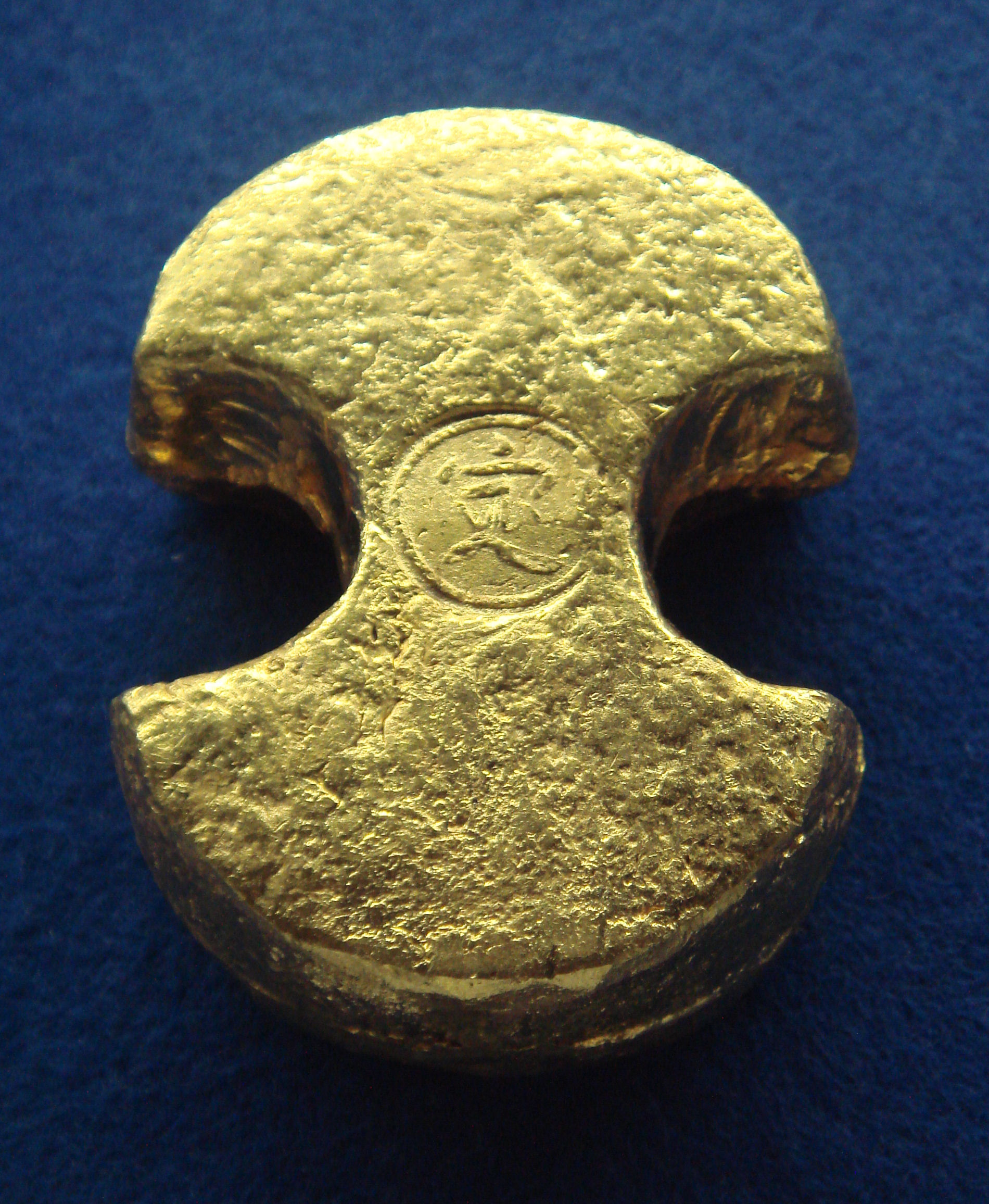
كوبوندو علامة تي "الثابتة" (定) شعار إيشيمي (石目).
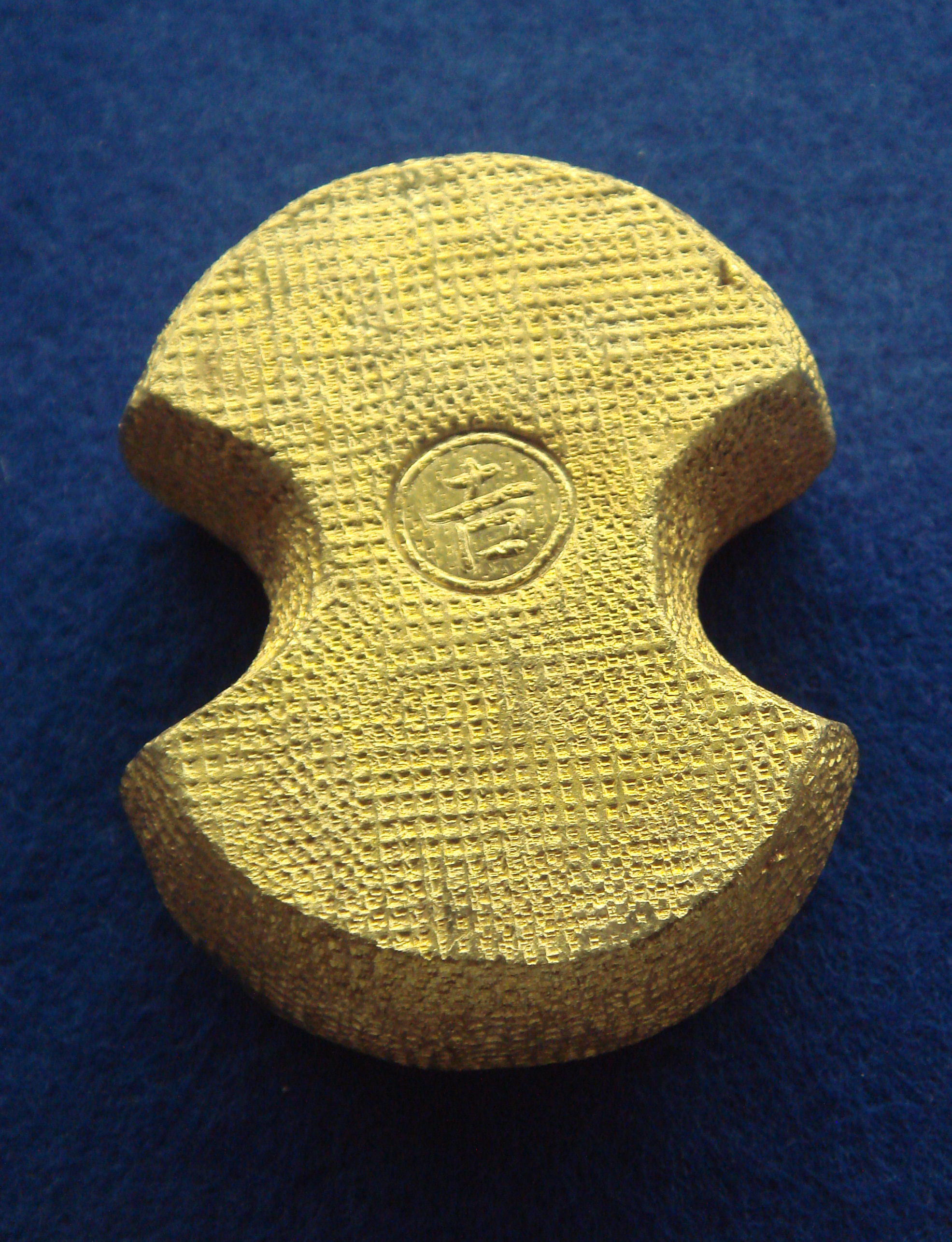
كوبوندو " السعادة " علامة كيتشي (吉) شعار نونوم (布目).
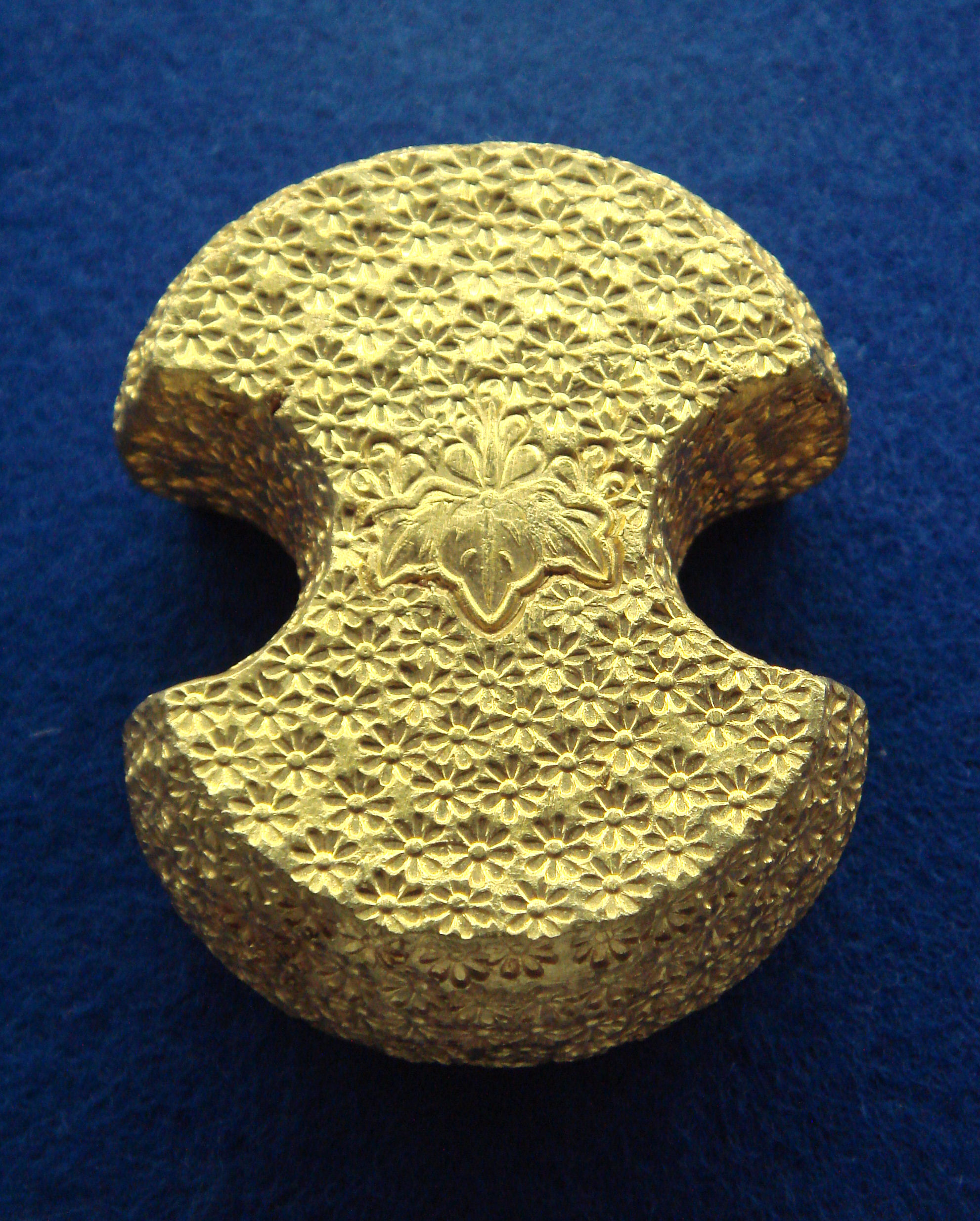
كوبوندو (小分銅) 95-97% ذهب" باولونيا " علامة كيري (桐)،شعار كيكوبانا (菊花) 373.11 جرام، اليابان.
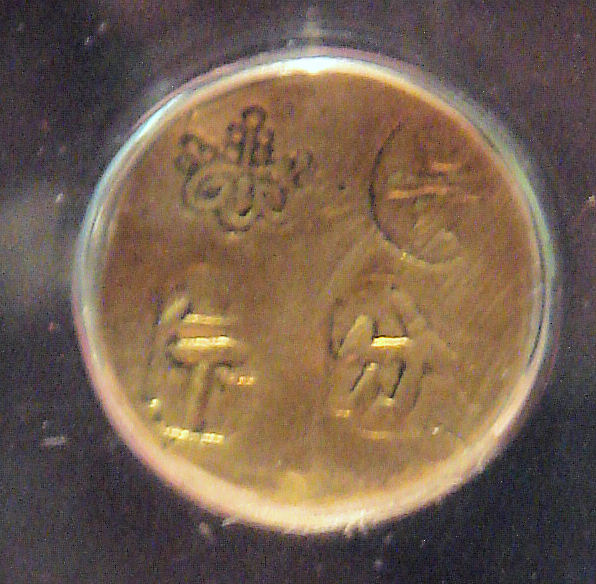
تجربة سك مبكرة قامت بها عشيرة تاكيدا في كوشو (甲州金) في القرن السادس عشر.

### عملة توكوغاوا (القرنين السابع عشر والتاسع عشر)

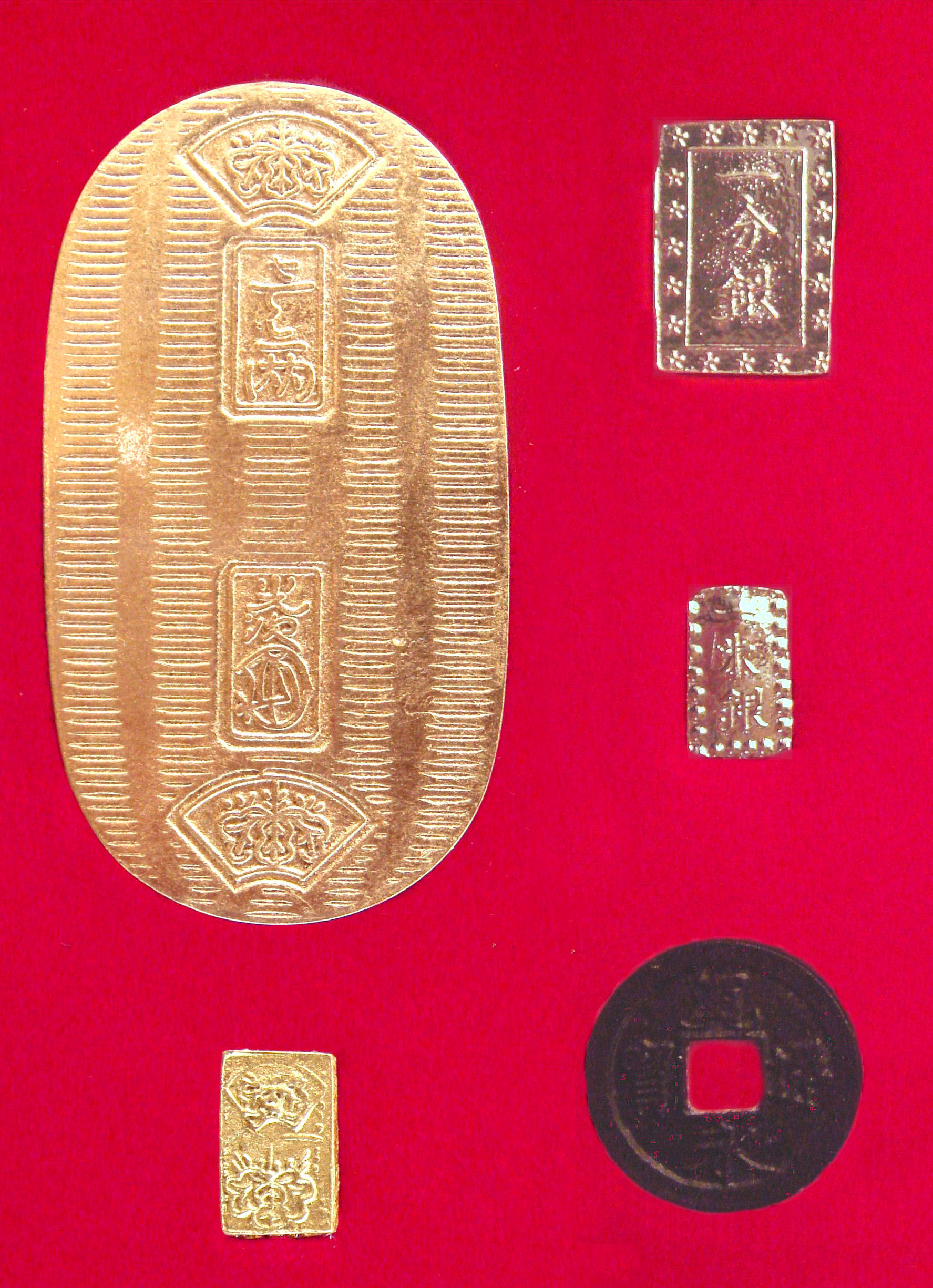
العملات الرئيسية في عملة توكوغاوا. كوبان ذهبي كبير بيضاوي الشكل وتحته إيتشيبوبان ذهبي صغير وفي أعلى اليمين إيتشيبوجين فضي وتحته إيتشيبوبان فضي و" كاني تسوهو" برونزي دائري.

تعد عملة توكوغاوا نظامًا نقديًا معدنيًا موحدًا ومستقلًا أنشأه الشوغون توكوغاوا إياسو في عام 1601 في اليابان. واستمر طوال فترة توكوغاوا حتى نهايتها في عام 1867.
ابتداءً من عام 1601 كانت عملة توكوغاوا تتكون من فئات ذهبية وفضية وبرونزية. وكانت الفئات ثابتة لكن الأسعار كانت تتقلب فعليًا في سوق الصرف. بدأت توكوغاوا بسك عملات كيتشو الذهبية والفضية ثم تم استبدال العملات النحاسية الصينية بعملات كاني تسو في عام 1670.
كانت المواد المستخدمة في صنع العملات تأتي من مناجم الذهب والفضة الموجودة في مختلف أنحاء اليابان. ولتحقيق هذه الغاية افتتحت مناجم ذهب جديدة مثل مناجم الذهب سادو وتوي في شبه جزيرة إيزو. بخصوص الماس  العملات المعدنية جاءت عملة كاني تسوهو (寛永通宝) لتحل محل العملات المعدنية الصينية التي كانت متداولة في اليابان وكذلك تلك التي تم سكها بشكل خاص وأصبحت العطاء القانوني للفئات الصغيرة.
يامادا هاجاكي -أول أوراق نقدية يابانية- أصدرت حوالي عام 1600 من قبل الكهنة الشنتو الذين يعملون أيضًا كتجار في إيسي يامادا (محافظة مييه الحديثة) في مقابل الفضة. كان هذا قبل أول أوراق نقدية ذهبية صدرت في إنجلترا حوالي عام 1640. وأول ورقة نقدية إقطاعية معروفة أصدرت من قبل عشيرة فوكوي في عام 1661. وطورت المجالات الإقطاعية نظام الأوراق النقدية الإقطاعية خلال القرن السابع عشر حيث أعطت العملة للأوراق النقدية المرهونة التي أصدرها سيد المجال في مقابل قابلية التحويل إلى ذهب أو فضة أو نحاس. وبذلك قامت اليابان بدمج معايير الذهب والفضة والنحاس مع تداول النقود الورقية.

ظلت عملة توكوغاوا مستخدمة خلال فترة عزلة ساكوكو، مع أن قيمتها اخفضت تدريجياً في محاولة لعلاج العجز الحكومي. وأُطلق على أول تخفيض لهذه العملة اسم إعادة سك العملة الجنروكو وذلك عام 1695.

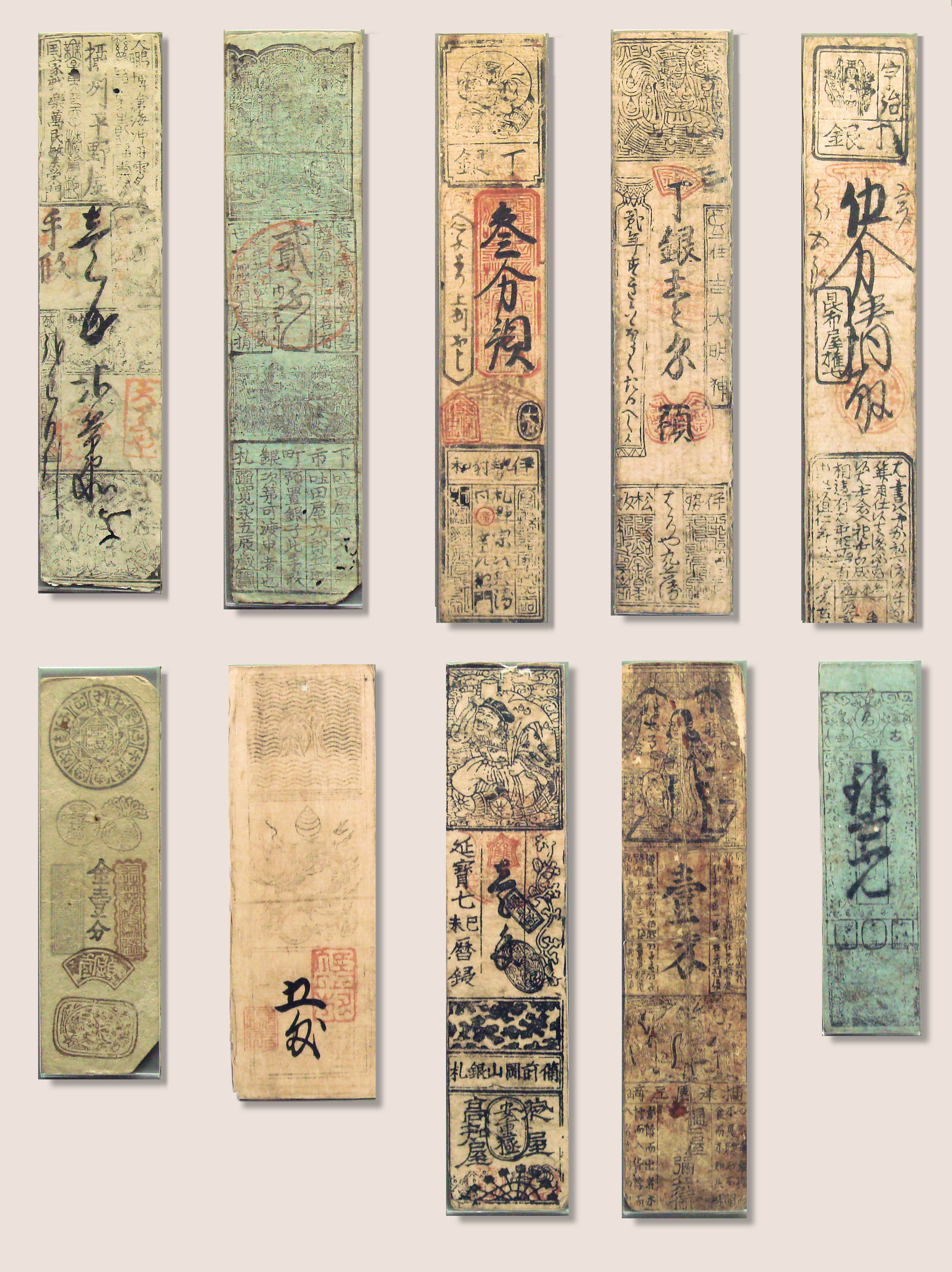
ملاحظات إقطاعية في اليابان، حقبة إيدو.

### عملة باكوماتسو (1854–1868)

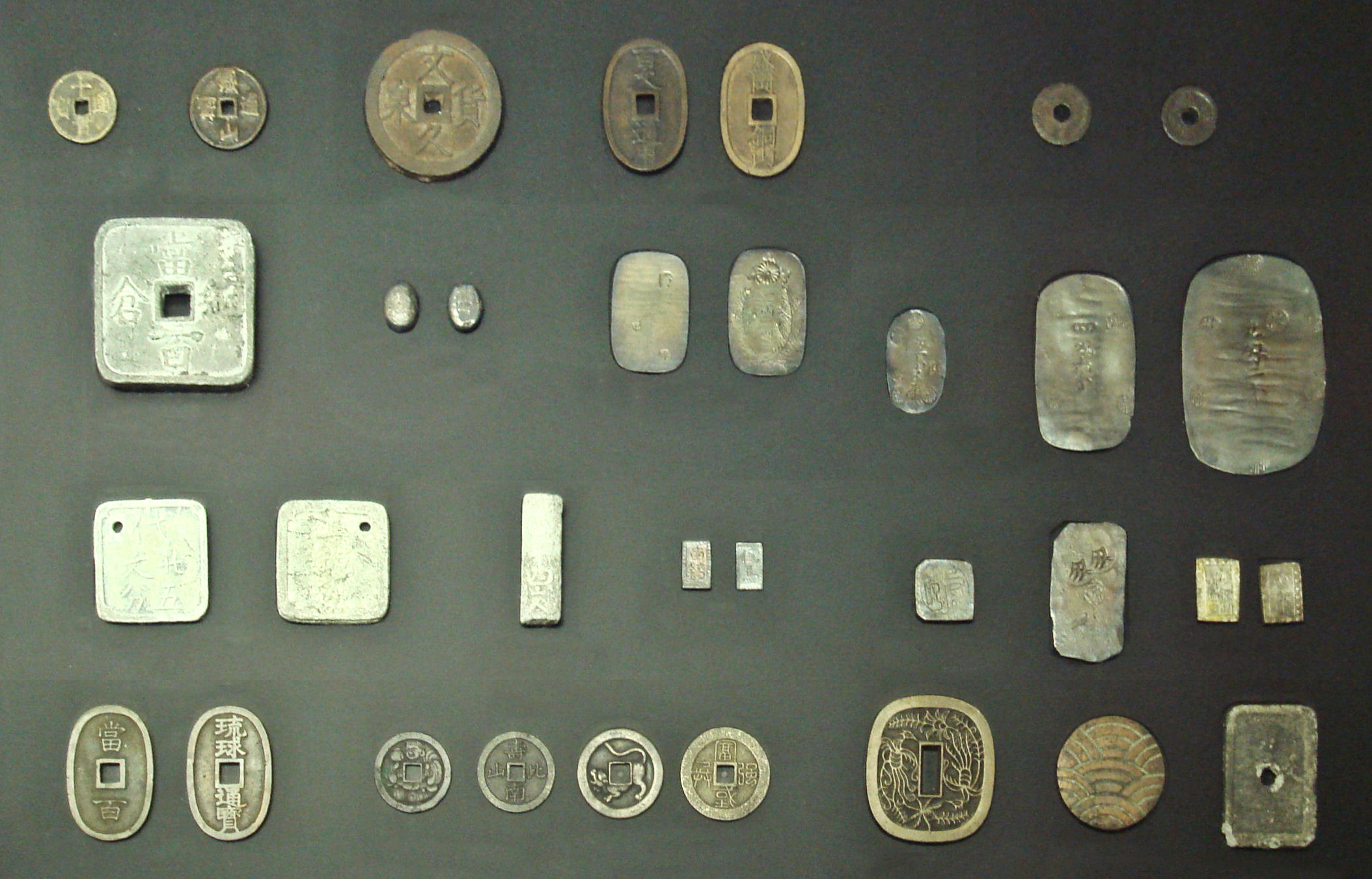
انتشار العملات اليابانية المحلية خلال حقبة باكوماتسو.

انهارت عملة توكوغاوا بعدة عودة فتح اليابان للغرب عام 1854، فقد أعطى اختلاف أسعار صرف الفضة والذهب للأجانب فرصًا هائلة للمراجحة مما أدى إلى تصدير كميات كبيرة من الذهب. إذ كان التداول بالذهب مقابل الفضة في اليابان بنسبة 1:5 في حين كانت هذه النسبة 1:15 في الخارج. خلال فترة باكوماتسو عام 1859 حتى أنَّ الدولارات المكسيكية أصبحت عملة رسمية في اليابان وذلك عبر سكها بالعلامات اليابانية وجعلها رسمية وتصريفها على سعر بثلاثة "بو". وكان يطلق علي هذه العملة اسم أراتامي سانبو سادامي (改三分定 "ثابت بقيمة ثلاثة بو").

وفي الوقت نفسه أصدرت الحكومات المحلية عملاتها الخاصة بشكل فوضوي، مما أدى إلى توسع العرض النقدي في البلاد بمقدار مرتين ونصف بين عامي 1859 و1869. وقد أدى ذلك إلى انهيار قيم الأموال وارتفاع الأسعار. استُبدل ذاك النظام بنظام جديد بعد انتهاء حرب بوشين ومع بداية حكومة ميجي في عام 1868.

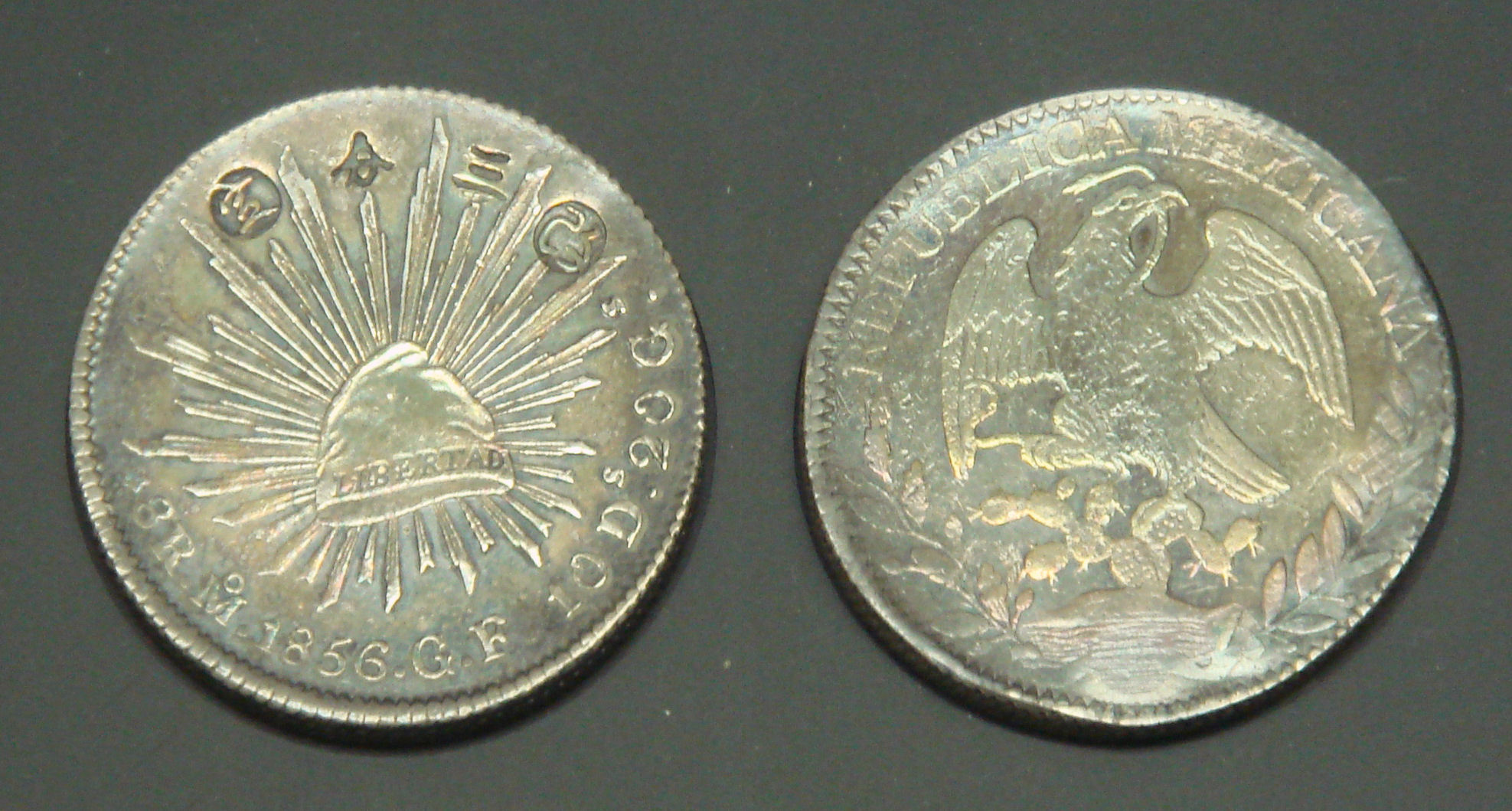
دولار مكسيكي كان يستخدم عملة في اليابان، مكتوب عليه "أراتامي سانبو ساداميه" ( مثبت بقيمة ثلاثة بو ) (改三分定) من عام 1859.
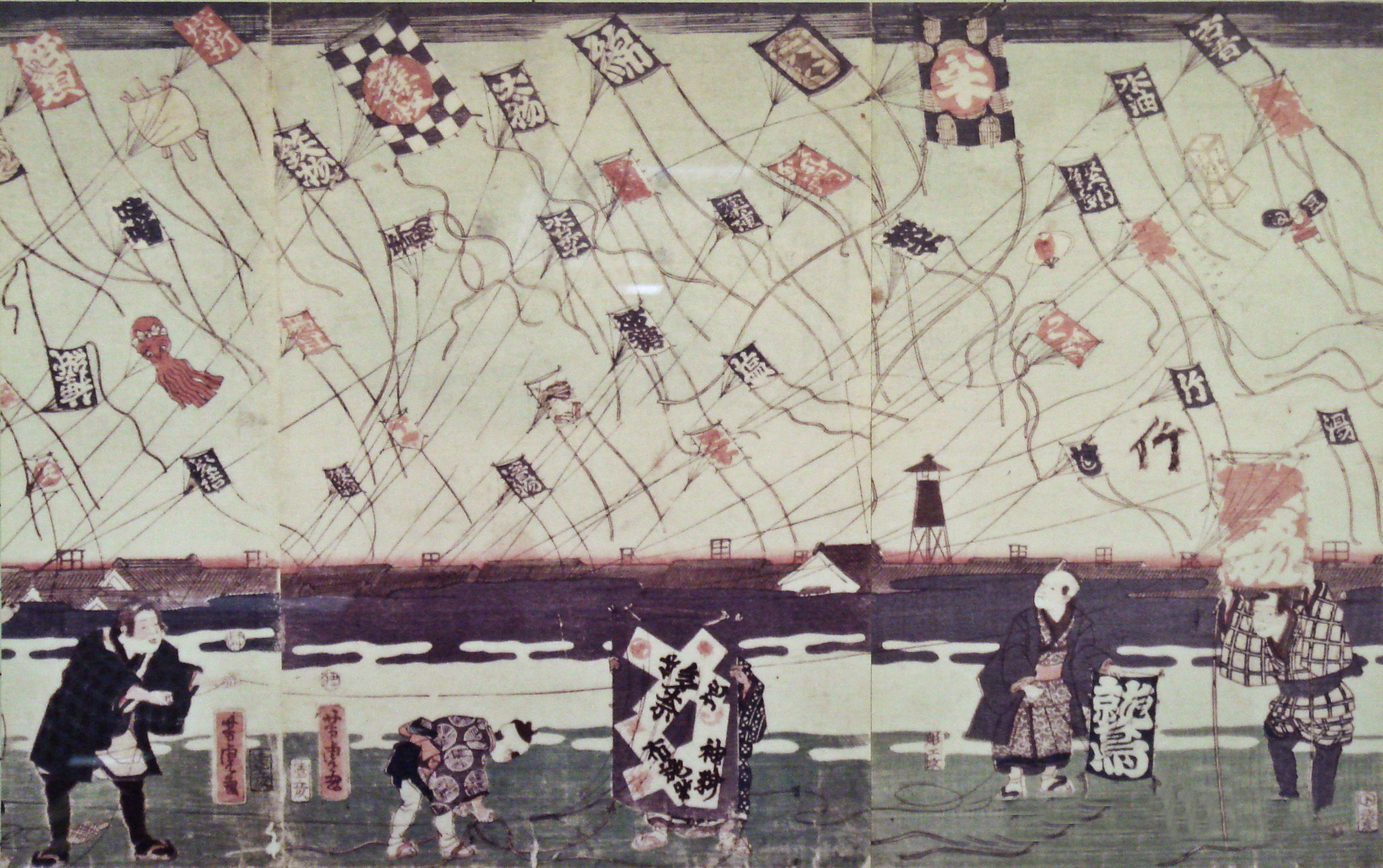
رمزية التضخم وارتفاع الأسعار في عهد باكوماتسو.

### الإمبراطورية اليابانية (من 1871 حتى الآن)
أُنشيء نظام عملة جديد يعتمد على الين الياباني تدريجياً بعد عام 1868 على غرار الخطوط الغربية، وظل هذا نظام العملة الياباني حتى يومنا هذا.

بعد فترة وجيزة من استعادة الميجي عام 1868، استمر تداول العملات الذهبية والفضية والنحاسية السابقة والأوراق النقدية الإقطاعية، مما أدى إلى ارتباك كبير. أصدرت الحكومة عام 1868 عملات معدنية وأوراق نقدية قابلة للتحويل إلى ذهب تسمى دايجوكانساتسو (太政官札) مقومة بعملة ريو وهي وحدة قديمة من فترة إيدو. كما سُمح للبنوك الخاصة المسماة كاواسي كايشا بإصدار عملتها الخاصة أيضًا. وقد أدى التعقيد والتزوير واسع النطاق للعملات الذهبية والأوراق النقدية الإقطاعية إلى مشكلة واسعة النطاق.

#### ولادة الين: قانون العملة الجديد (1871)
اعتمدت اليابان معيار الذهب على أسس دولية عبر قانون العملة الجديد لعام 1871. إذ كان الين الواحد يعادل 1.5 جرام من الذهب الخالص. أصدرت حكومة ميجي أوراقًا نقدية جديدة تسمى ميجي تسوهوساتسو(明治通宝札) عام 1872 والتي طبعت في ألمانيا.

كما أُصدرت عملات فضية للتجارة مع الدول الآسيوية الأخرى التي فضلت الفضة للعملات، لذلك أنشيء معيار الذهب والفضة بحكم الأمر الواقع .

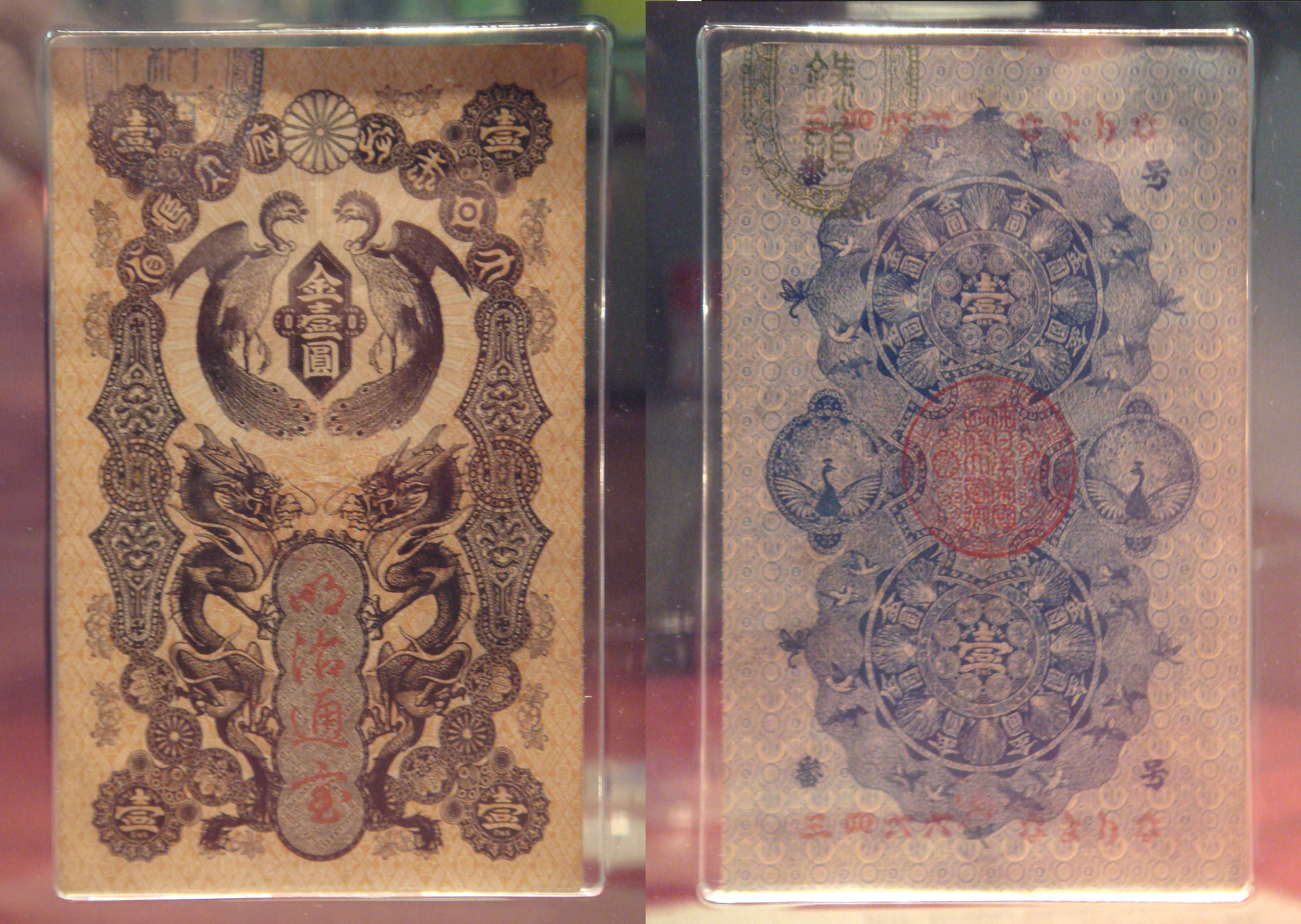
أول ورقة نقدية من فئة ميجي بقيمة ين واحد، ميجي تسوهوساتسو (明治通宝札) من عام 1871.
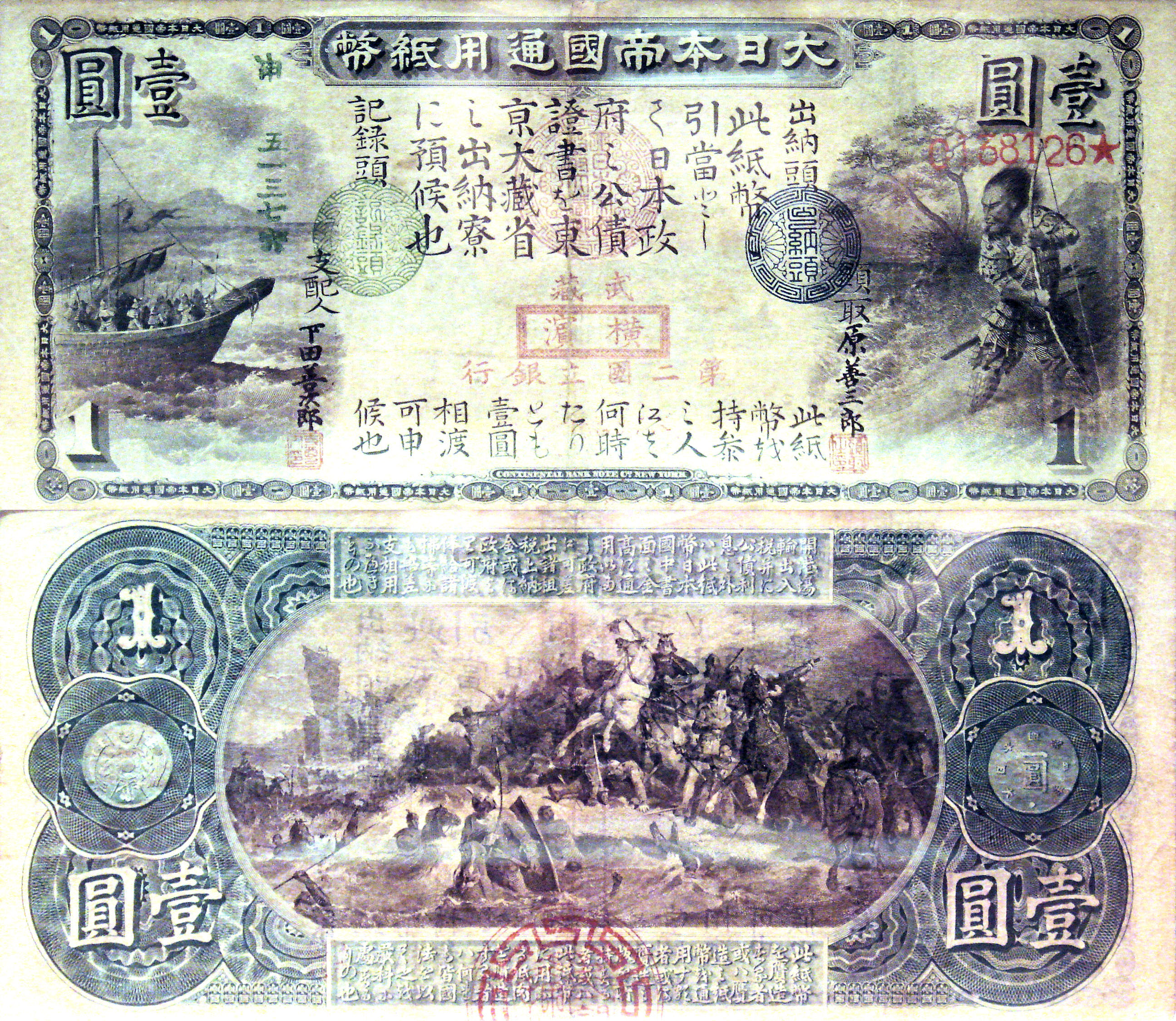
الوجه الأمامي والخلفي من ورقة نقدية قديمة بقيمة 1 ين. أوراق نقدية صادرة عن البنك الوطني عام 1873.

#### قانون البنك الوطني (1872)
أدى قانون البنك الوطني الصادر عام 1872 إلى إنشاء أربعة بنوك بين عامي 1873 و1874. وكان هناك أكثر من 153 بنكًا وطنيًا بنهاية عام 1879. وأصدرت هذه البنوك الوطنية أوراقاً مالية قابلة للتحويل متطابقة في التصميم، والتي كانت فعالة في تمويل الصناعة فحلت تدريجياً محل الأوراق المالية الحكومية. سمح تعديل للبنوك عام 1876 بجعل الأوراق النقدية غير قابلة للتحويل واقعيًا. كانت هذه الأوراق النقدية الوطنية تقليدًا لتصميم الأوراق النقدية الأمريكية، مع أن اسم الجهة المصدرة كان مختلفًا لكل منها.
حصل تضخم شديد مع اندلاع الحرب الأهلية في سينان عام 1877. وتحكمت الحكومة في ذلك عن طريق خفض الإنفاق الحكومي وإزالة العملة الورقية من التداول. أثناء الحرب الأهلية في سينان، أصدر زعيم المتمردين سايغو تاكاموري نوعًا جديدًا من النقود الورقية لتمويل جهوده الحربية.

وفي عام 1881 تم إصدار أول مذكرة يابانية تحتوي على صورة شخصية وهي مذكرة الإمبراطورة جينغو (神功皇后札). 

#### بنك اليابان (1882)
أُنشيء بنك مركزي يدعى بنك اليابان من أجل تنظيم إصدار الأوراق النقدية القابلة للتحويل وذلك عام 1882. وعلى هذا البنك العمل على استقرار العملة من خلال مركزية إصدار الأوراق النقدية القابلة للتحويل. أصدر بنك اليابان الأوراق النقدية المركزية الأولى عام 1885. كانت تسمى دايكوكوساتسو (大黒札) وكانت قابلة للتحويل بالفضة.

وبعد انخفاض قيمة الفضة وتخلي القوى الغربية عن الفضة كمعيار للعملة، اعتمدت اليابان معيار الذهب من خلال اتباع قانون العملة لعام 1897. ثُبت الين على 0.75 جرام من الذهب الخالص، وأصدرت أوراق نقدية قابلة للتحويل إلى الذهب. وفي عام 1899 أُعلن أن أوراق النقد الصادرة عن البنوك الوطنية غير صالحة مما جعل بنك اليابان هو المورد الوحيد للعملة.

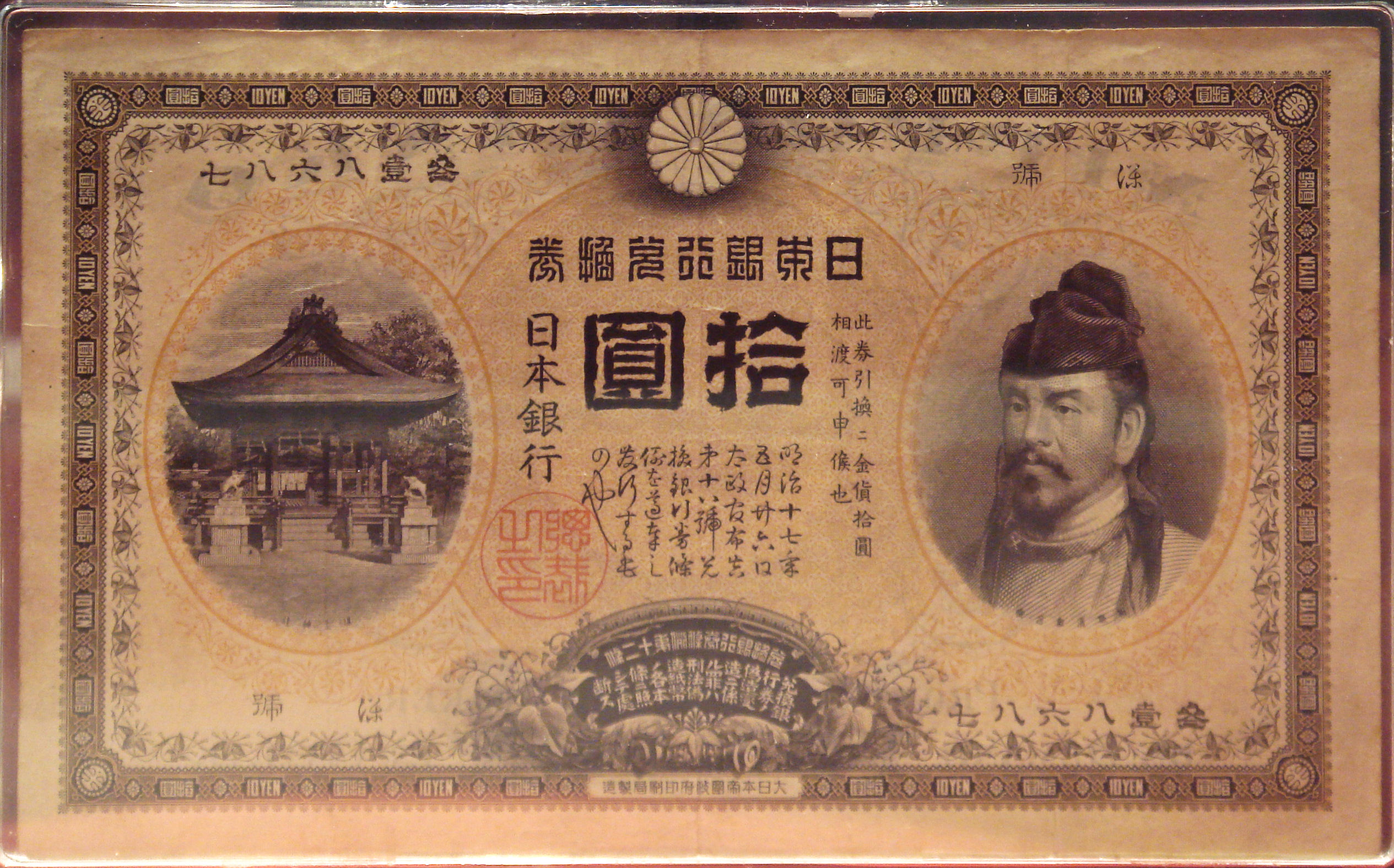
ورقة نقدية من فئة الين قابلة للتحويل إلى ذهب صادرة عن بنك اليابان تعود إلى عام 1900.

#### الحروب العالمية
خلال الحرب العالمية الأولى حظرت اليابان تصدير الذهب عام 1917 كما فعلت العديد من البلدان مثل الولايات المتحدة. وعادت قابلية تحويل الذهب مرة أخرى في يناير 1930 ولكن استُغني عنها عام 1931 عندما تخلت بريطانيا العظمى عن معيار الذهب. تم تعليق تحويل الأوراق النقدية إلى ذهب.
اعتمدت اليابان رسميًا نظام العملة المُدارة منذ عام 1941. وفي عام 1942، ألغى قانون بنك اليابان الزامية التحويل رسميًا.

## الين الحديث
قامت اليابان بإزالة العملة القديمة (旧円券) عام 1946، أي بعد الحرب العالمية الثانية .وأصدرت "الين الجديد" (新円券). وفي نفس الوقت استخدمت قوات الاحتلال الأمريكية نظامًا موازيًا يُسمى "بي ين" بين عامي 1945 و1958.

ومنذ ذلك الحين ومع التوسع الاقتصادي في اليابان أصبح الين أحد العملات الرئيسية في العالم.

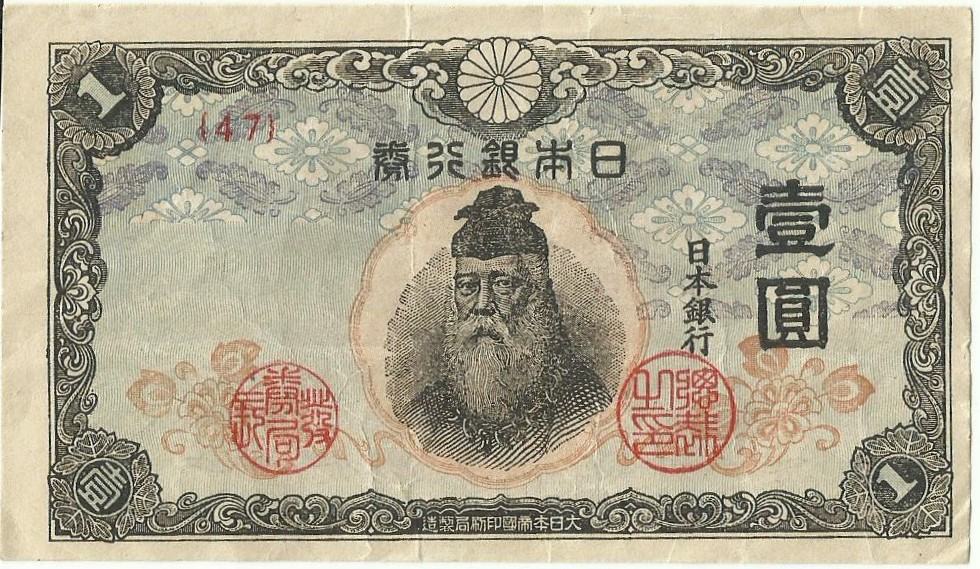
الوجه الأمامي لورقة نقدية بقيمة ين واحد عام 1944
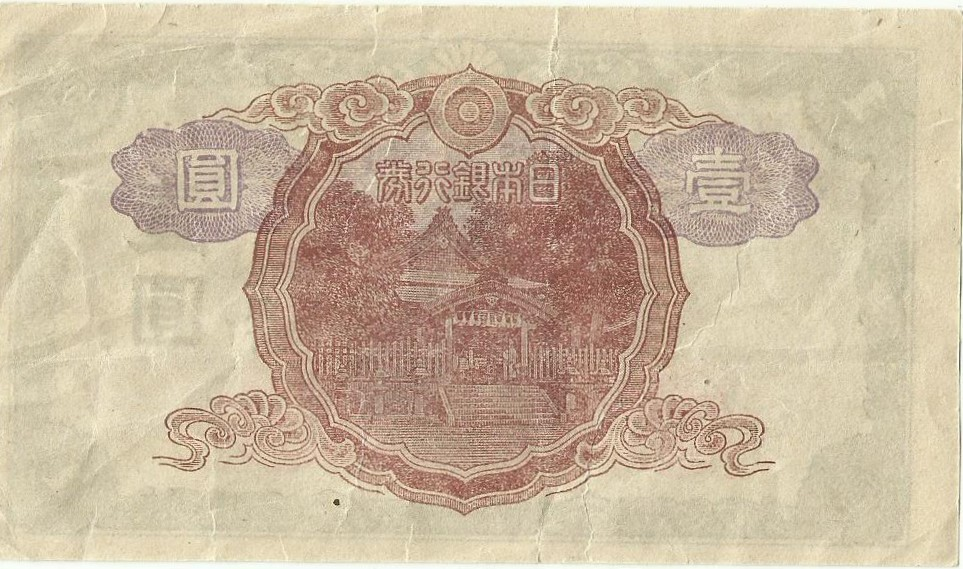
الوجه الخلفي للورقة النقدية بقيمة ين واحد لعام 1944
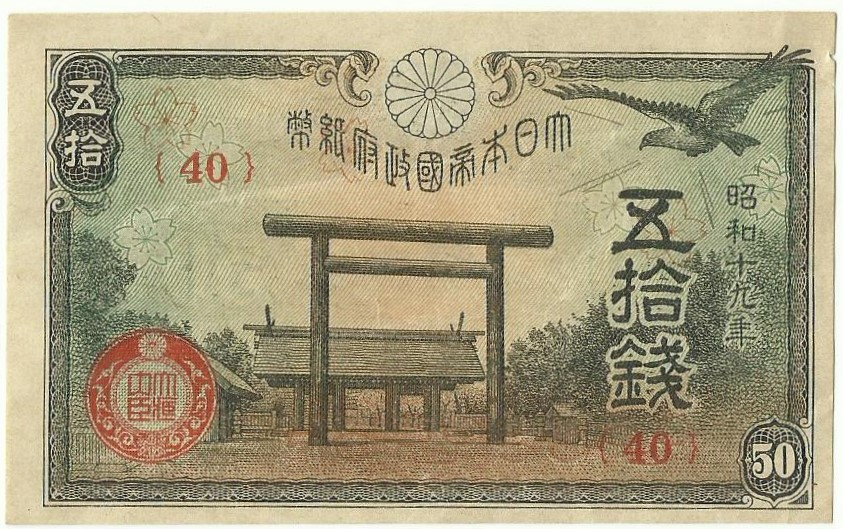
الوجه الأمامي لورقة نقدية بقيمة خمسين سنتًا صدرت عام 1946
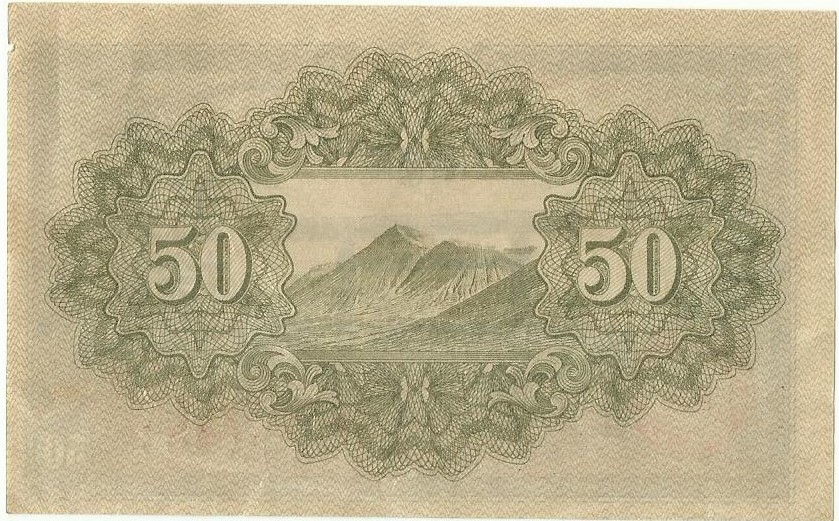
الوجه الخلفي للورقة النقدية بقيمة خمسين سنتًا لعام 1946
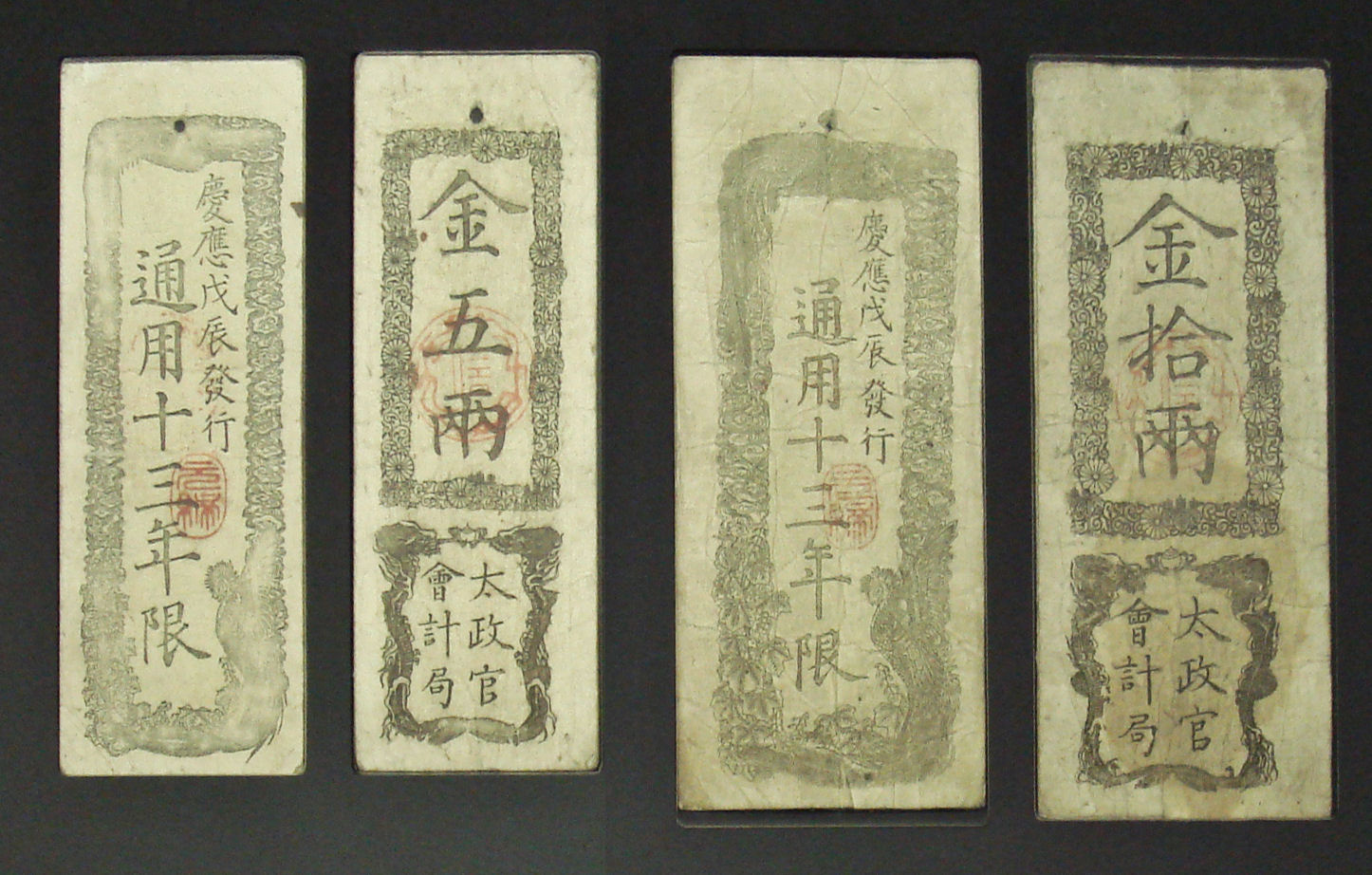
أوراق دايجوكانساتسو (太政官札) المقومة في ريو، 1868، اليابان.
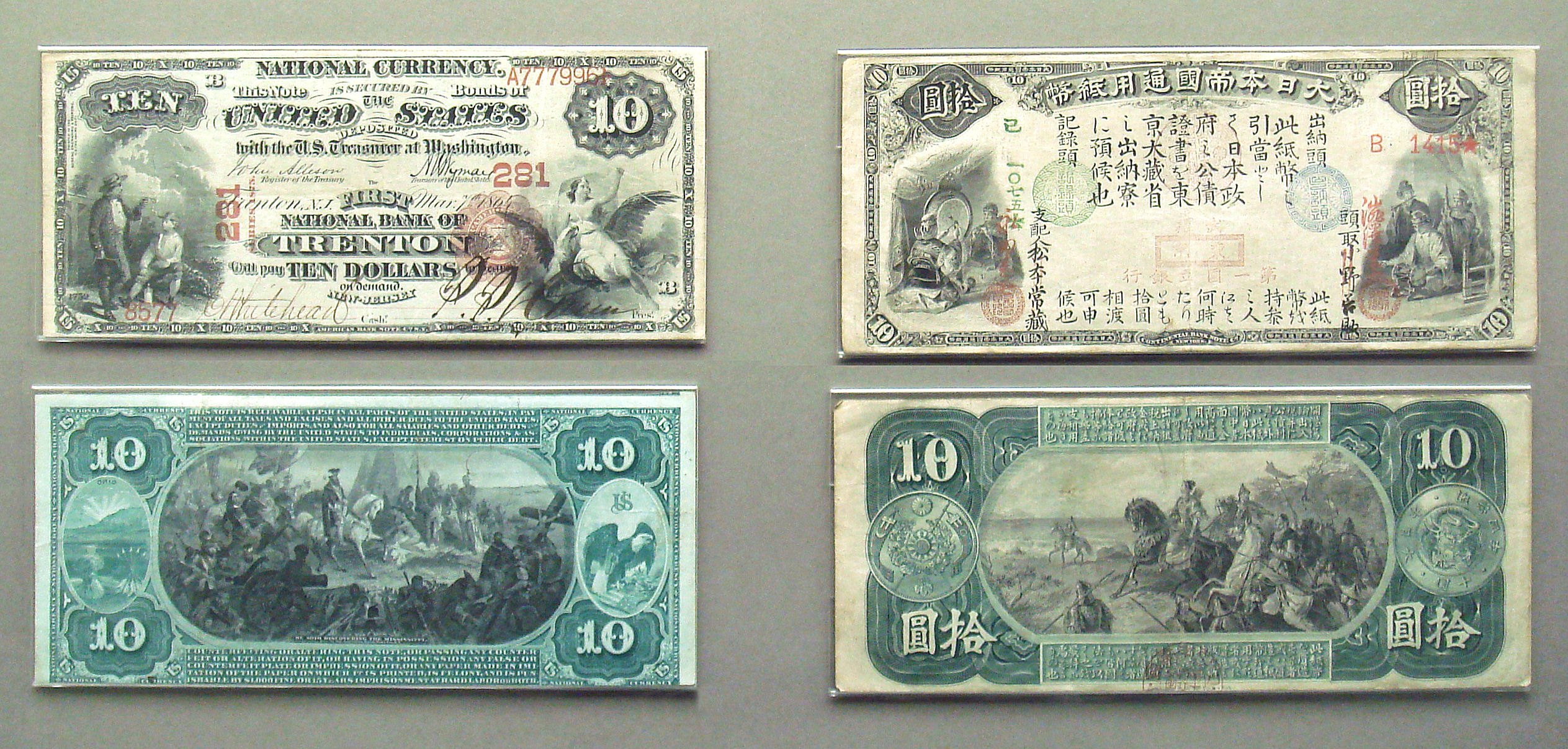
ورقة نقدية أمريكية، وورقة نقدية يابانية عام 1873 تتبع التصميم الأمريكي بشكل وثيق.
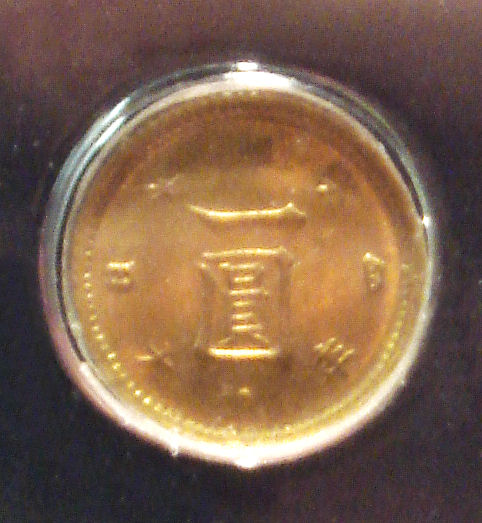
عملة ذهبية قديمة بقيمة ين واحد
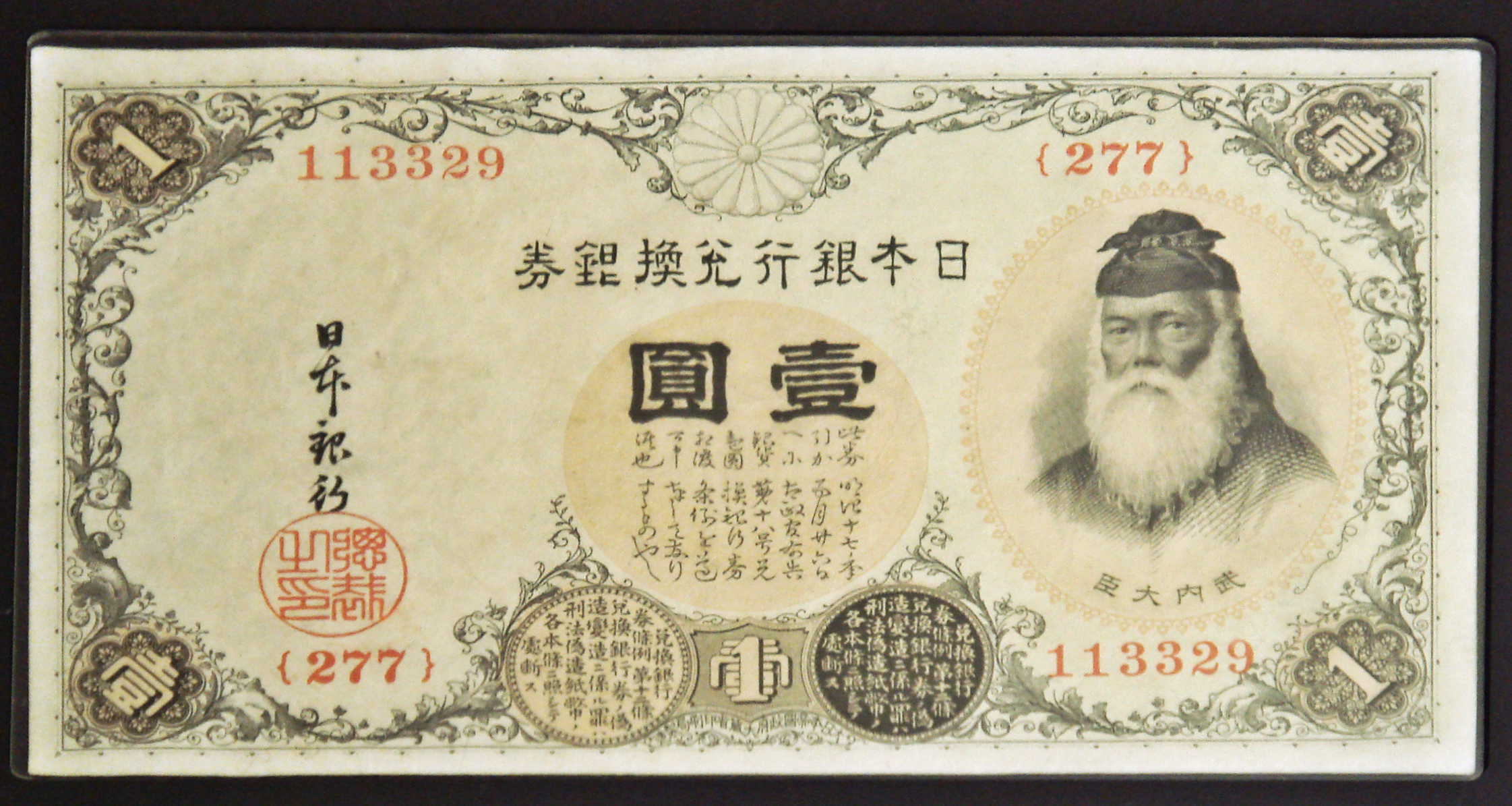
ورقة نقدية ذهبية بقيمة ين واحد تعود إلى عام 1916
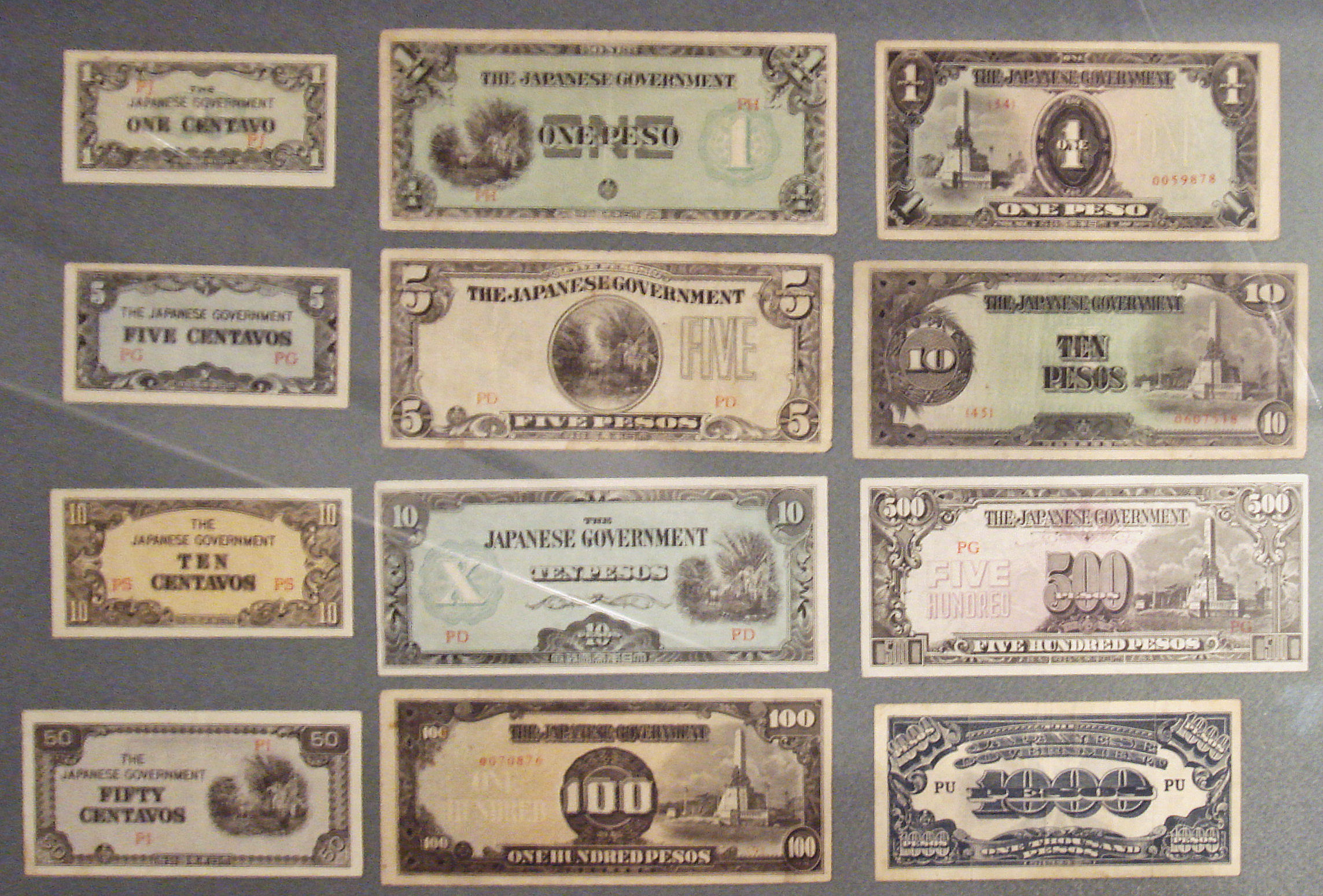
أوراق نقدية آسيوية أصدرتها الحكومة اليابانية ووزعت خلال الحرب العالمية الثانية خاصة في الفلبين.
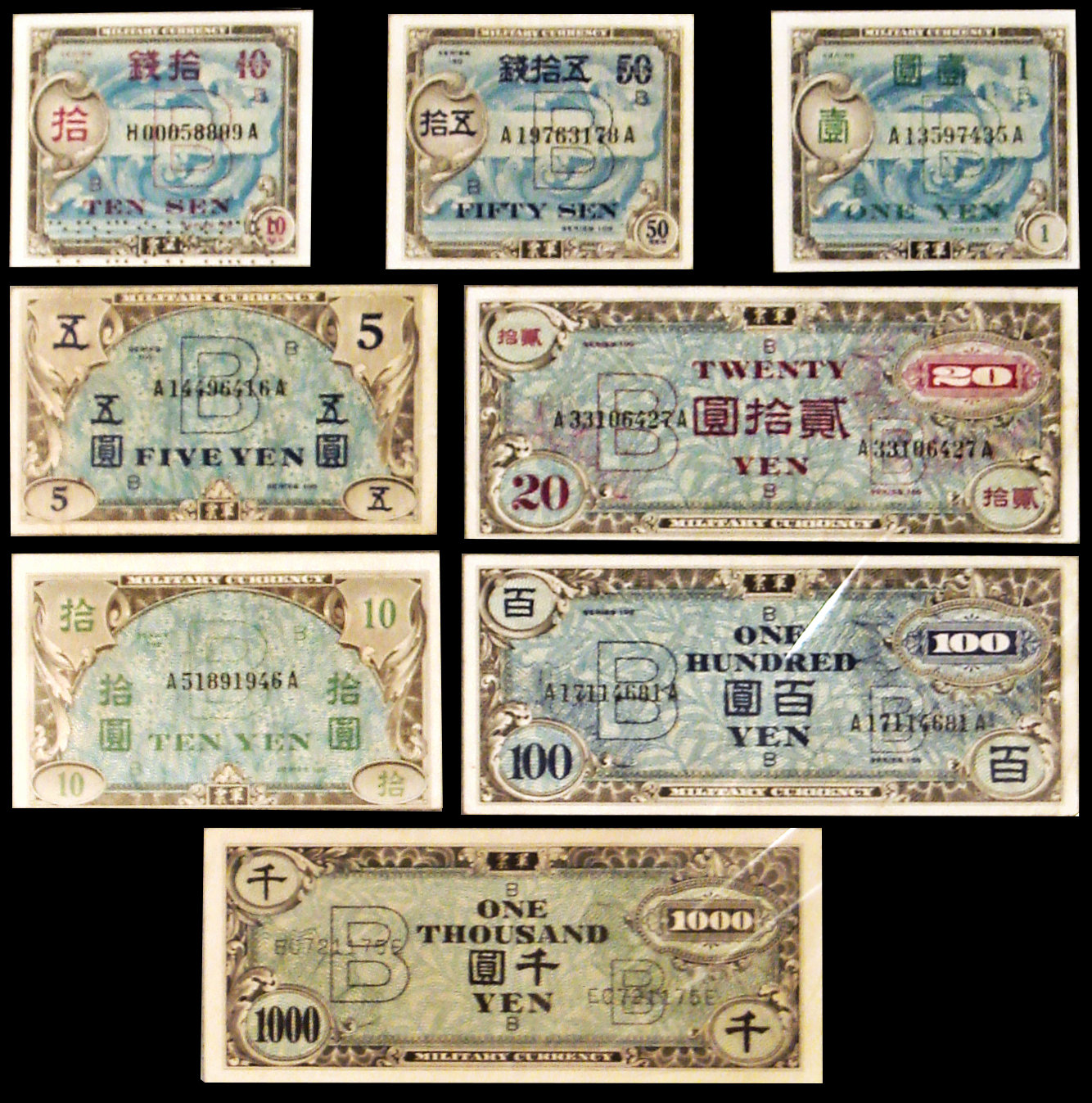
مجموعة كاملة من الأوراق النقدية فئة "ب ين" التي استخدمتها قوات الاحتلال الأمريكية بين عام 1945 و1958.
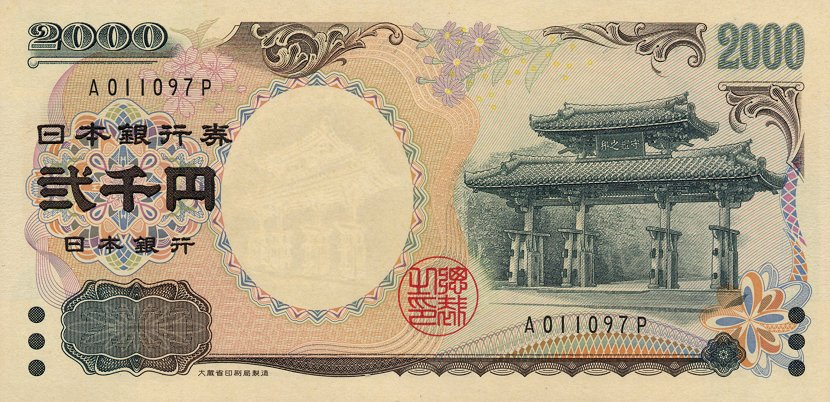
ورقة نقدية فئة 2000 ين من السلسلة D.
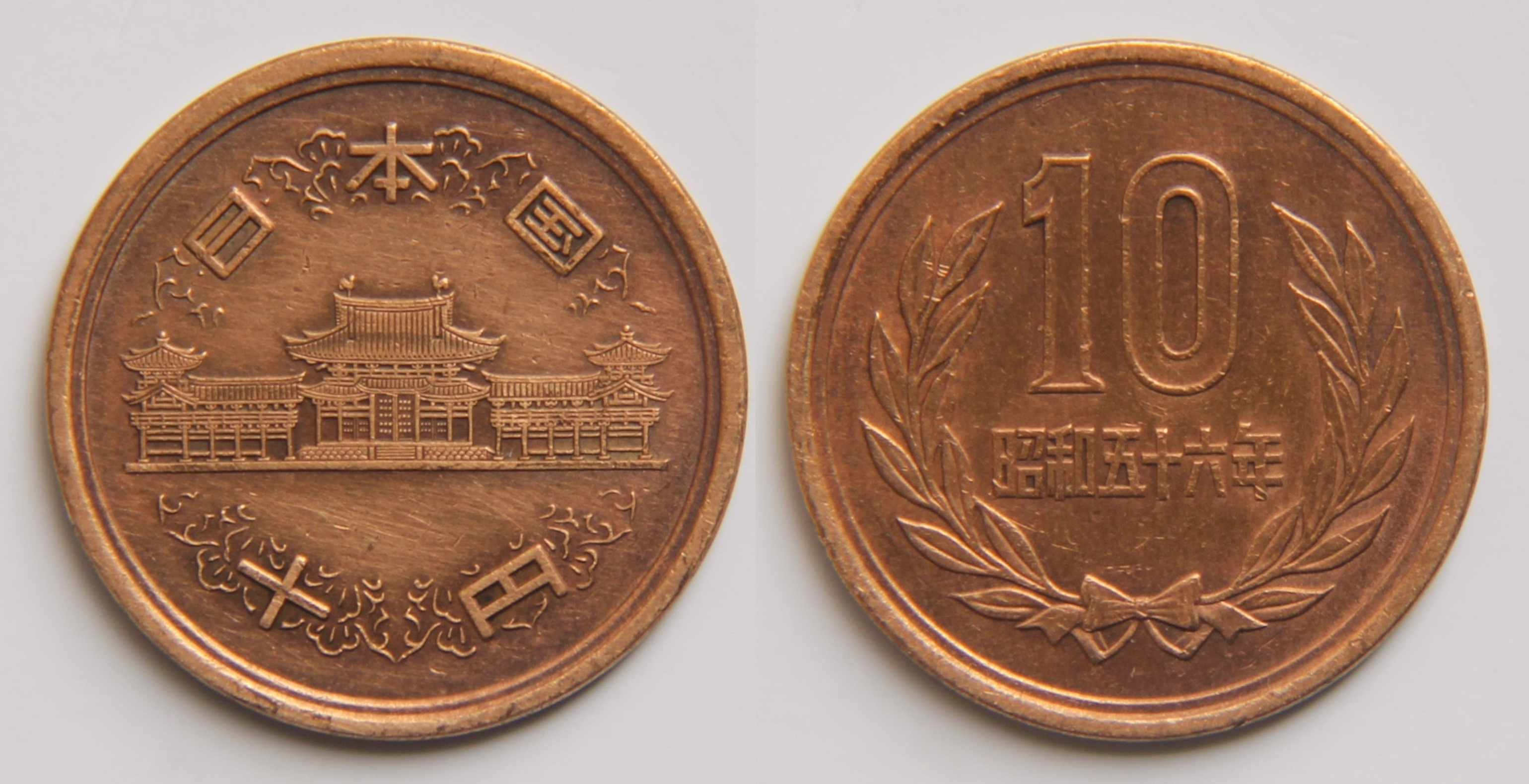
10 ين ياباني (1981).

## الاستشهادات
1. 1 2 3 4 5 6 7 8 9 10 11 12 13 14 15 16 17 18 19 20 21 22 23 24 25 26 27 28 29 30 31 32 33 34 35 36 37 38  Japan Currency Museum (日本貨幣博物館) permanent exhibit, articles: The History of Japanese Currency, FAQs Japanese Currency نسخة محفوظة 2022-08-07 على موقع واي باك مشين.
2. 1 2 3  Sakuraki، Shin'ichi؛ Helen Wang؛ Peter Kornicki؛ Nobuhisa Furuta؛ Timon Screech؛ Joe Cribb (2010). Catalogue of the Japanese Coin Collection (pre-Meiji) at the British Museum with special reference to Kutsuki Masatsuna (PDF). ISBN:978-0-86159-174-9. ISSN:1747-3640. مؤرشف من الأصل (PDF) في 2018-04-05. اطلع عليه بتاريخ 2018-04-11.
3. 1 2
4. ↑  Portal, Jane (2000). Korea: art and archaeology (بالإنجليزية). British Museum. p. 229. ISBN:978-0-7141-1487-3. Archived from the original on 2023-10-03. Retrieved 2019-10-14. The Sinan shipwreck found off the western coast of South Korea in 1976 contained 26,775 kg (58,905 lb) of Chinese coins, mostly dating from the Song dynasty.
5. ↑  Japan Currency Museum (日本貨幣博物館) permanent exhibit, articles: The History of Japanese Currency, FAQs Japanese Currency نسخة محفوظة 2022-08-07 على موقع واي باك مشين.
6. ↑  Tavlas، George S.؛ Ozeki، Yusuru (15 يناير 1992). The Internationalization of Currencies: An Appraisal of the Japanese Yen. International Monetary Fund. ص. 34. ISBN:978-1-55775-197-3. مؤرشف من الأصل في 2023-10-03.

## قراءة إضافية
- Mark Metzler (2006). Lever of empire: the international gold standard and the crisis of liberalism in prewar Japan. University of California Press. ج. 17 of Twentieth Century Japan: The Emergence of a World Power. ISBN:0-520-24420-6. مؤرشف من الأصل في 2023-07-29.

العملات اليابانية المبكرة. ديفيد هارتيل.(ردمك 978-0-7552-1365-8)رقم الكتاب الدولي المعياري 978-0-7552-1365-8

## روابط خارجية
- الجدول الزمني للعملات المعدنية اليابانية – دار سك العملة اليابانية